# Porsche 997
Porsche 997 ist die interne Modellbezeichnung von Porsche für das von 2004 bis Ende 2012 produzierte 911-Modell. Die sechste Generation des 911 ähnelt durch die Wiedereinführung der runden Scheinwerfer stärker dem Urelfer von 1963 als der Vorgänger vom Typ 996.

## Modellgeschichte

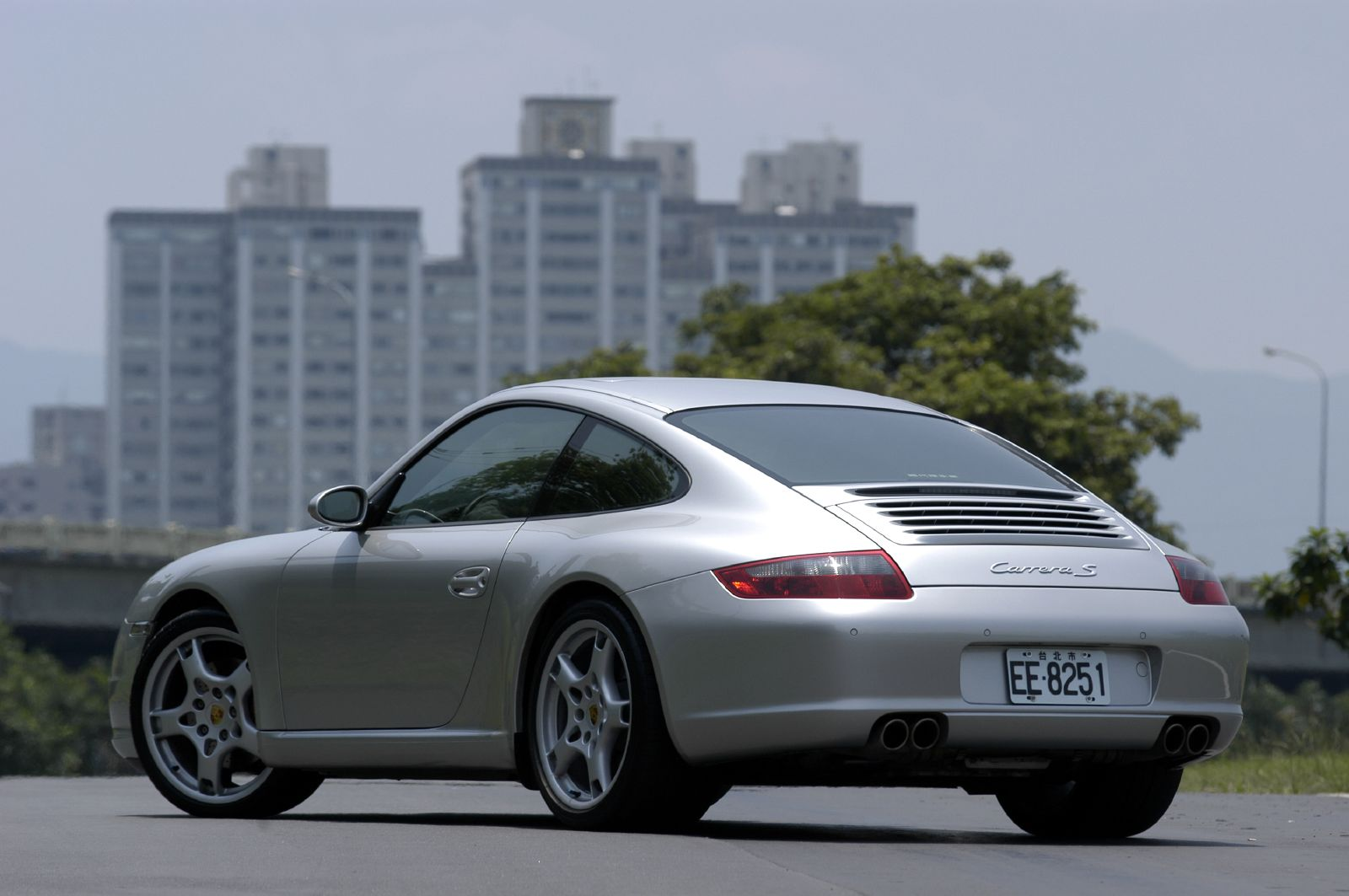
Heckansicht eines Porsche 911 Carrera S

Technisch von der Vorgängerserie wenig abweichend, wurde mit dem letzten Werk des Porsche-Chefdesigners Harm Lagaay eine Änderung präsentiert, die für Diskussionen sorgte: die Wiedereinführung der runden Scheinwerfer. Diese Modifikation betrachteten die meisten Kunden und Anhänger der Marke als Rückgewinn eines vermissten typischen Merkmals des klassischen Porsche 911, da die kontrovers diskutierten und beim Vorgänger Porsche 996 eingeführten, sogenannten Spiegeleier-Leuchten hier wieder abgeschafft wurden und somit ein dem „originalen“ 911 (bzw. dem Porsche 993) ähnlicheres Erscheinungsbild wiederhergestellt wurde.
Die im Vergleich zum Vorgänger 996 kaum gestiegene Motorleistung, bei leicht höherer Leermasse des Fahrzeuges, löste Kritik aus. Die Konkurrenz bot inzwischen bereits Fahrzeuge mit deutlich mehr Leistung an, auch wenn diese Fahrzeuge häufig schwerer sind als ein Porsche 997 und dementsprechend in der Fahrdynamik unterliegen. Auf positive Kritik stieß die Karosseriegestaltung der Modelle Carrera 4/4S insbesondere im Bereich der hinteren Radläufe, die nun wieder „hüftenartig“ ausgeführt sind. Darüber hinaus hat der 997 keine offensichtliche stilistische Ähnlichkeit mit dem günstigeren Boxster mehr und ähnelt vor allem von vorn wieder älteren 911-Modellen.

### Facelift seit Juli 2008

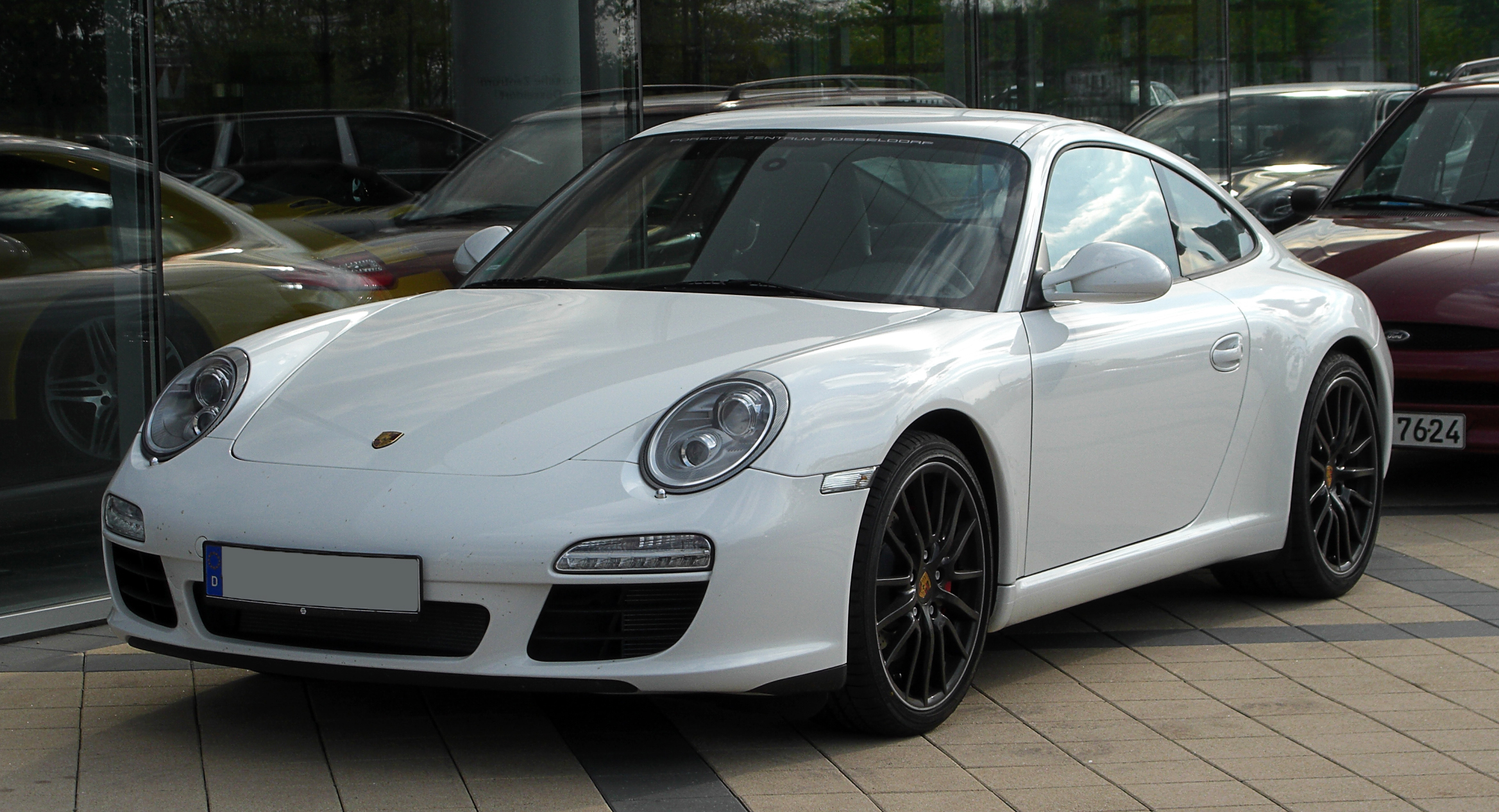
Front des überarbeiteten Modells

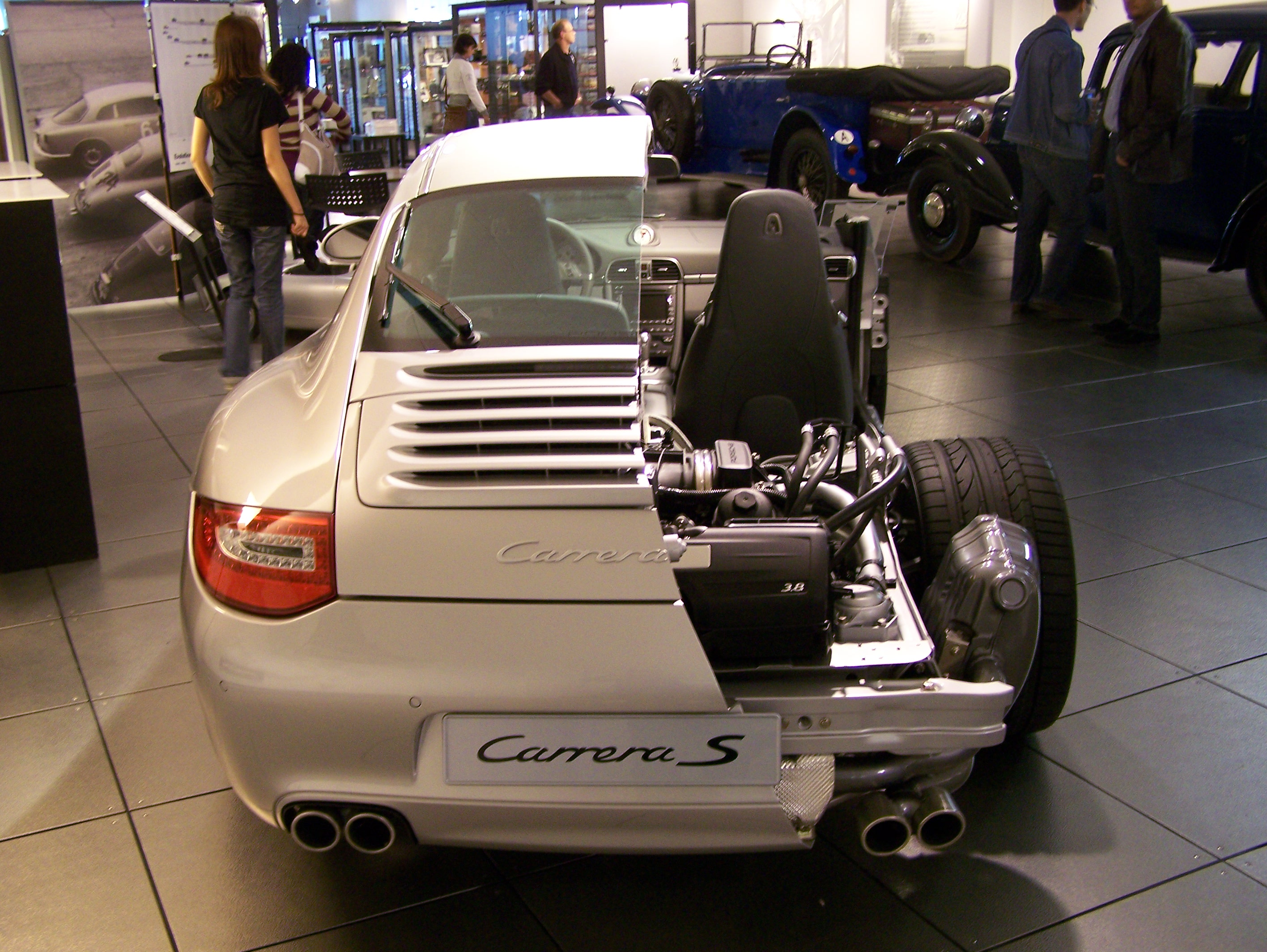
Heckansicht einer Schnittdarstellung des überarbeiteten Modells

Im Jahr 2008 wurde die Modellreihe einem Facelift unterzogen (im Sprachgebrauch sodann 997.2 bzw. 997 MK2 genannt): Die Lufteinlässe und Stoßfänger wurden geändert und erstmals im 911 sind die Rückleuchten, Blinker, Bremslichter und das Tagfahr- und Positionslicht (Standlicht) mit Leuchtdioden ausgeführt. Eine weitere Neuerung sind die serienmäßigen Bi-Xenon-Scheinwerfer sowie das optionale Kurvenlicht. Die allradgetriebenen Modelle Carrera 4, Carrera 4S sowie Targa 4 und Targa 4S haben jetzt eine rote Leiste zwischen den Rückleuchten.
Die größte Veränderung fand beim Antrieb statt: Die völlig neu konstruierten DFI-Motoren (Direct Fuel Injection) arbeiten mit Benzindirekteinspritzung. Porsche gibt eine höhere Leistung bei gleichzeitig verringertem Verbrauch an. So haben die Modelle Carrera und Carrera 4 eine Leistungssteigerung um 15 kW (20 PS) auf 254 kW (345 PS) erfahren; bei den Modellen Carrera S und Carrera 4S wurde die Leistung von 261 kW (355 PS) auf 283 kW (385 PS) gesteigert.
Eine weitere technische Neuerung ist das optionale Porsche-Doppelkupplungsgetriebe (PDK) von ZF, das ein Schalten ohne Zugkraftunterbrechung zulässt. Dadurch hatten die hiermit ausgestatteten einzelnen Modellvarianten erstmals bessere Beschleunigungswerte als mit Schaltgetriebe (siehe Abschnitt „Technische Daten“). Dies war bis dahin nur beim Turbo der Fall gewesen (von 0 auf 100 km/h in 3,7 s mit Tiptronic S statt in 3,9 s mit Schaltgetriebe). Der siebte Gang ist lang übersetzt, um niedrige Verbrauchswerte und Emissionen zu erzielen. Die Höchstgeschwindigkeit wird im sechsten Gang erreicht.
Bei den „S“-Modellen ist die Karosserie serienmäßig 10 mm tiefergelegt; sie haben das elektronisch gesteuerte Porsche Active Suspension Management (PASM) mit zwei wählbaren Einstellungen: Normal und Sport. Nur für die Coupé-Ausführung mit 19"-Rädern war das härter abgestimmte PASM-Sportfahrwerk lieferbar, bei dem die Karosserie 20 mm tiefer liegt als normal und das mit einem mechanisch sperrbarem Hinterachsdifferenzial kombiniert wird.
Das serienmäßige Porsche Communication Management (PCM) mit DVD-Laufwerk wurde überarbeitet: alle Funktionen können jetzt über einen berührungsempfindlichen 6,5-Zoll-Flüssigkristallbildschirm gesteuert werden. Optional wird ein Navigations- und Telefonmodul sowie ein Tuner für analoges und DVB-T-Fernsehen angeboten, der aus Sicherheitsgründen nur im Stand aktiviert werden kann.

### Außenlackierungen
Es gibt vier aufpreisfreie Unilacke und eine Reihe verschiedener Metalliclackierungen.
Serie:
| schwarz (seit 2004) | indischrot (seit 2004) | carraraweiß (seit 2004) | speedgelb (2004–2012) |

Metallic:
| basaltschwarz (seit 2004) | aquablau (seit 2004) | platinsilber (seit 2004) | macadamia (seit 2004) | meteorgrau (seit 2004) | dunkelblau (seit 2004) | ipanemablau (2004–2012) |

Metallic-Sonderfarbe:
| GT-silber (seit 2004) | Porsche racinggreen (2004–2012) | cremeweiß (2004–2012) | rubinrot (seit 2004) | amethyst (2004–2012) |

- Bei den Modellen Carrera GTS (Cabrio), Carrera 4 GTS (Cabrio) sind die Metallic-Sonderfarben Porsche racinggreen, cremeweiß und rubinrot nicht erhältlich.
- Der GT3 wird nicht in den Metallicfarben platinsilber, ipanemablau und amethyst angeboten.
- Der GT3 RS 3.8 war nur in den Farben carraraweiß, aquablaumetallic und grauschwarz erhältlich. Der GT3 RS 4.0 kann nur in den Farben carraraweiß und schwarz bestellt werden.
- Beim GT2 RS konnte der Kunde nur zwischen den Farben indischrot, GT-silbermetallic und schwarz wählen.

## Serienmodelle

### 911 Carrera

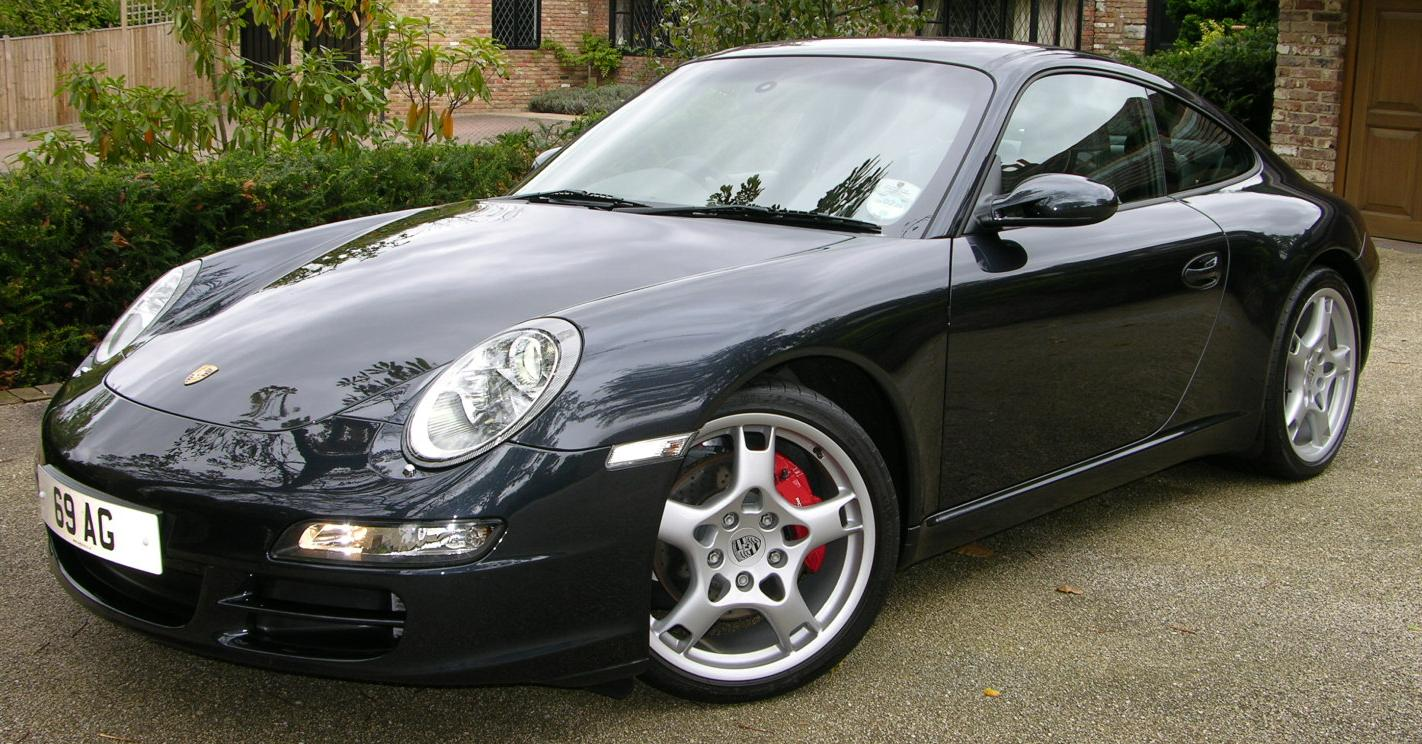
Der Carrera S wird serienmäßig mit 19-Zoll-Rädern ausgeliefert

Im Sommer 2004 wurden die Modelle 997 Carrera und Carrera S vorgestellt. Beide Modelle haben einen wassergekühlten Sechszylinderboxermotor mit einem Hubraum von 3596 cm³, der im 911 Carrera 239 kW (325 PS) bei 6800 min−1 leistet und ein maximales Drehmoment von 370 N·m bei 4250 min−1 liefert. Der 911 Carrera S hat aufgrund einer um 3 mm vergrößerten Zylinderbohrung insgesamt 228 cm³ mehr Hubraum und infolgedessen eine etwas höhere Leistung als das Basismodell. Sie ist mit 261 kW (355 PS) bei 6600 min−1 angegeben; das maximale Drehmoment beträgt 400 N·m bei 4600 min−1.
Äußerlich unterscheiden sich die beiden Modelle vor allem am Heck, in dem sich beim S-Modell vier statt zwei Auspuffendrohre befinden. Die Carrera-S-Modelle haben rote statt der schwarzen Bremssättel des Carrera.
Beide Unterscheidungsmerkmale sind jedoch nicht ganz eindeutig, denn als Option gab es sowohl für den Carrera als auch für den Carrera S eine Bremse mit keramischen Bremsscheiben (Porsche Ceramic Composite Brake, PCCB), deren Bremssättel bei beiden Carrera-Modellen stets gelb waren. Falls bei einem Carrera oder Carrera S eine gegen Aufpreis ab Werk erhältliche Sportabgasanlage montiert war, trug diese stets vier Endrohre. Bis zum Facelift im Jahr 2008 war dabei der Durchmesser des jeweils inneren Rohres etwas kleiner als der des äußeren, während die vier Serienendrohre des Carrera S immer alle gleich groß waren. Ab dem Facelift 2008 war die Sportabgasanlage durch vier gleich große Endrohre gekennzeichnet, die jeweils von einem äußeren Rohr umhüllt waren.

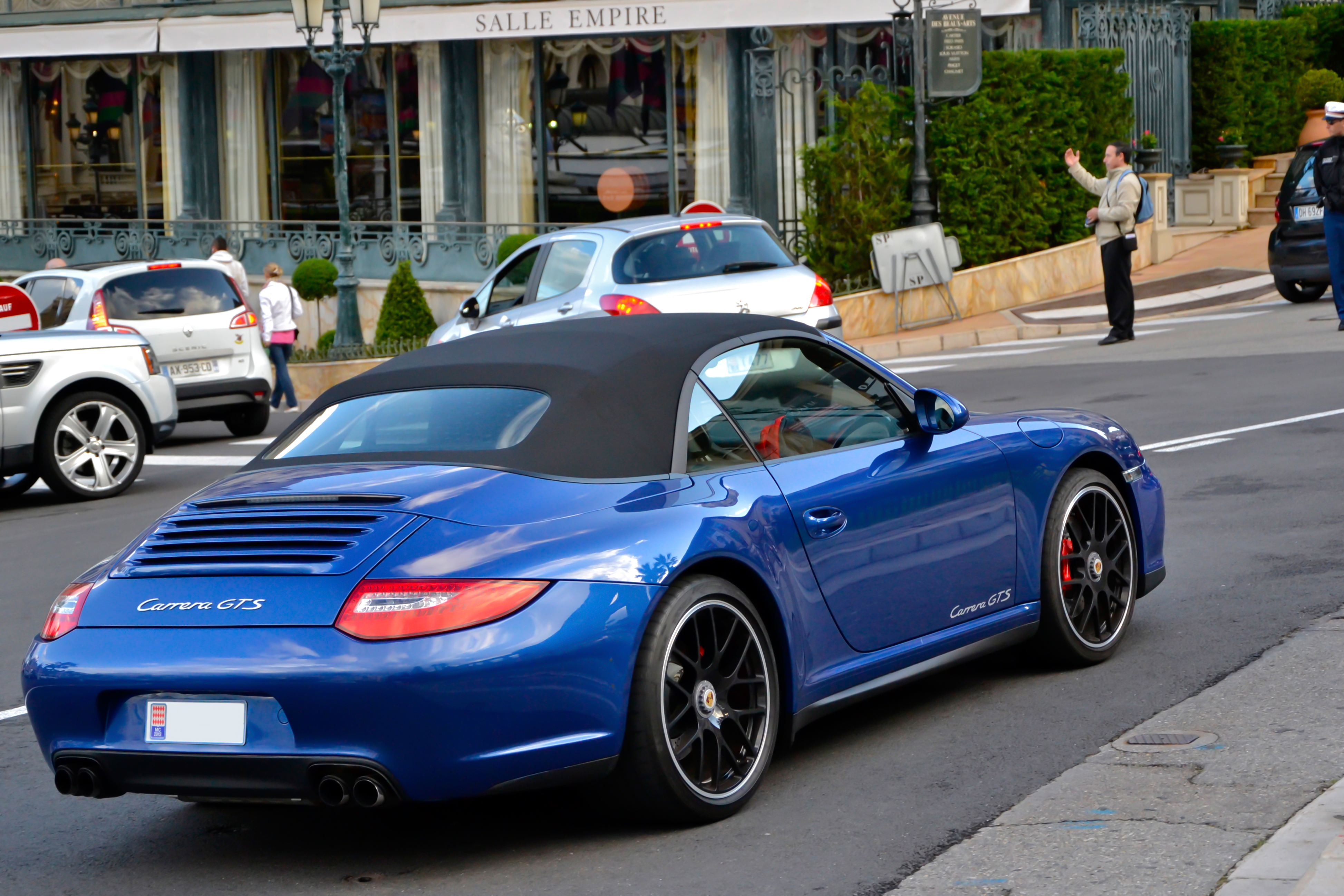
Der ab 2009 erhältliche Porsche 997 Carrera GTS als Cabriolet

Beide Modelle wurden serienmäßig mit einem neuentwickelten Sechsgang-Getriebe oder alternativ mit der modifizierten Automatikschaltung Tiptronic-S ausgerüstet. Letztere bietet dem Fahrer einen manuellen Modus, bei dem sich die Gänge über das Lenkrad schalten lassen. Eine weitere Neuerung war das Fahrwerk, das bei den S-Modellen serienmäßig eine gesteuerte Dämpfung umfasste.
Ab dem Modelljahr 2009 wurde neben den beiden Modellen Carrera und Carrera S als drittes Modell der Carrera GTS angeboten. Dessen 3,8-Liter-Motor leistet 300 kW (408 PS) bei 7300 min−1 und liefert ein maximales Drehmoment von 420 N·m bei 4200 min−1.
Äußerlich unterscheiden sich Carrera-GTS-Modelle von den anderen Carrera-Modellen durch eine zusätzliche schwarz lackierte Bugspoilerlippe, geänderte Kühllufteinlässe in der Bugverkleidung, eine geänderte Seitenschwellerverkleidung und um eine an der Hinterachse gegenüber dem Carrara S 44 mm breitere Karosserie. Serienmäßig erhielt dieses Modell 19"-Räder mit einem Zentralverschluss, wie er auch im Motorrennsport eingesetzt wird.
Der Carrera GTS war als Coupé oder als Cabriolet auch mit Allradantrieb erhältlich. Alle GTS-Allrad-Modelle haben im Heck ein durchgehendes Leuchtenband.

### 911 Targa

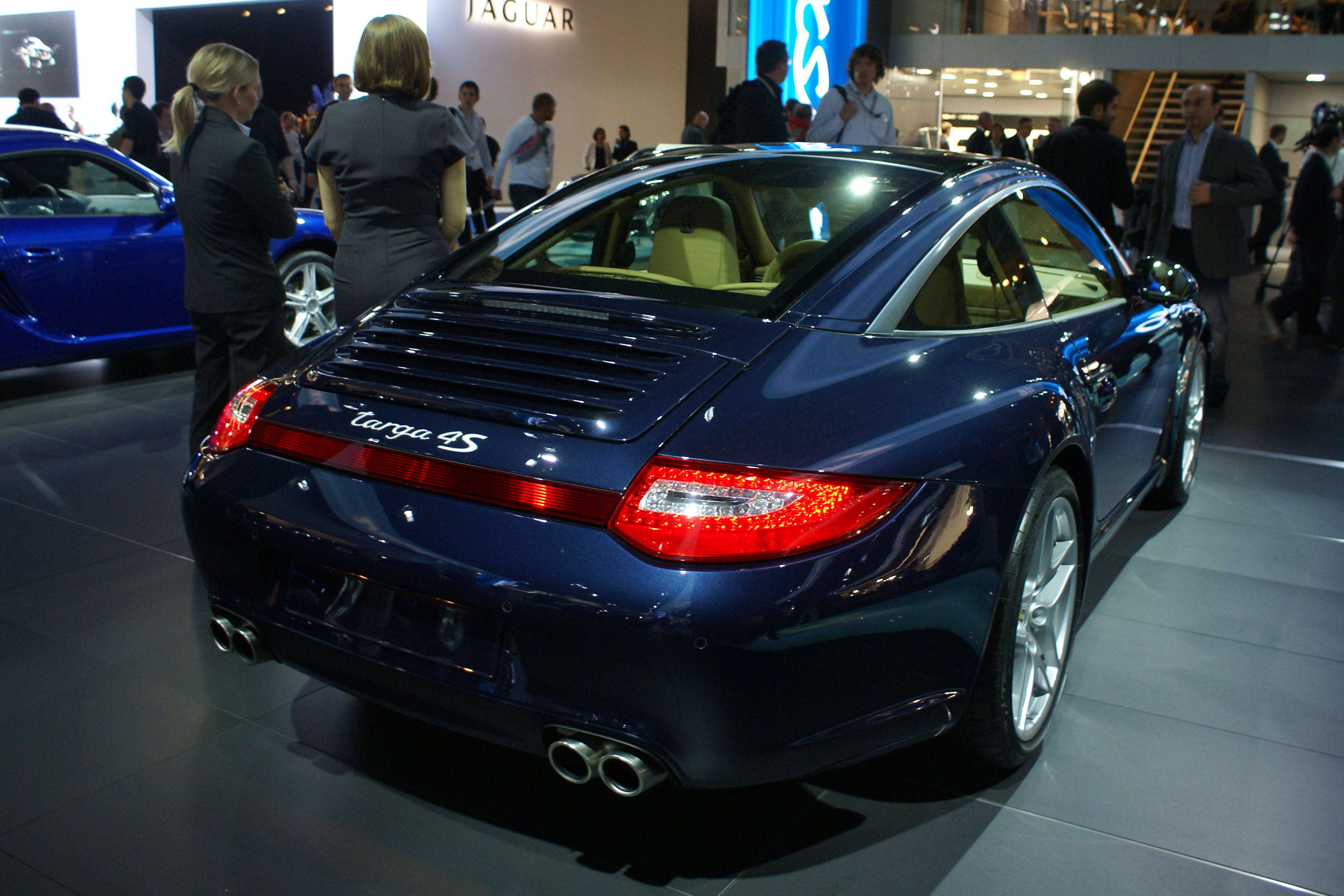
Der 911 Targa 4S auf der IAA 2009

Im November 2006 wurde die Baureihe 997 durch die Modelle 911 Targa 4 und Targa 4S ergänzt, die erstmals in der Geschichte des Porsche 911 Targa ausschließlich mit Allradantrieb ausgeliefert wurden. Optische Unterschiede zum 997 Carrera finden sich insbesondere in der Silhouette, welche durch die spitz auslaufenden Fond-Seitenscheiben und die beidseitigen, eloxierten und polierten Aluminiumzierleisten, die an der A-Säule beginnen und hinter den Fondseitenscheiben auslaufen, geprägt ist.
Im Vergleich zum 911 Targa der Baureihe 996 ist das Glasdach, das aus getöntem Spezialglas besteht, um 1,9 kg leichter geworden. Im Innenraum ist ein elektrisch bedienbares Sonnenschutzrollo eingebaut, das laut Hersteller eine zu starke Sonneneinstrahlung auf die Passagiere sowie eine übermäßige Aufwärmung oder Abkühlung des Passagierraumes verhindern soll. Der 911 Targa wurde in den Modellversionen Targa 4 mit 239 kW (325 PS) und als Targa 4S mit 261 kW (355 PS) Motorleistung angeboten.

### 911 Turbo
Im 911 Turbo, dessen Verkauf in Deutschland im Juni 2006 startete, wurde ein Ottomotor mit zwei VTG-Abgasturboladern (Biturbo) eingebaut, der in Zusammenarbeit mit BorgWarner Turbo Systems entwickelt wurde.

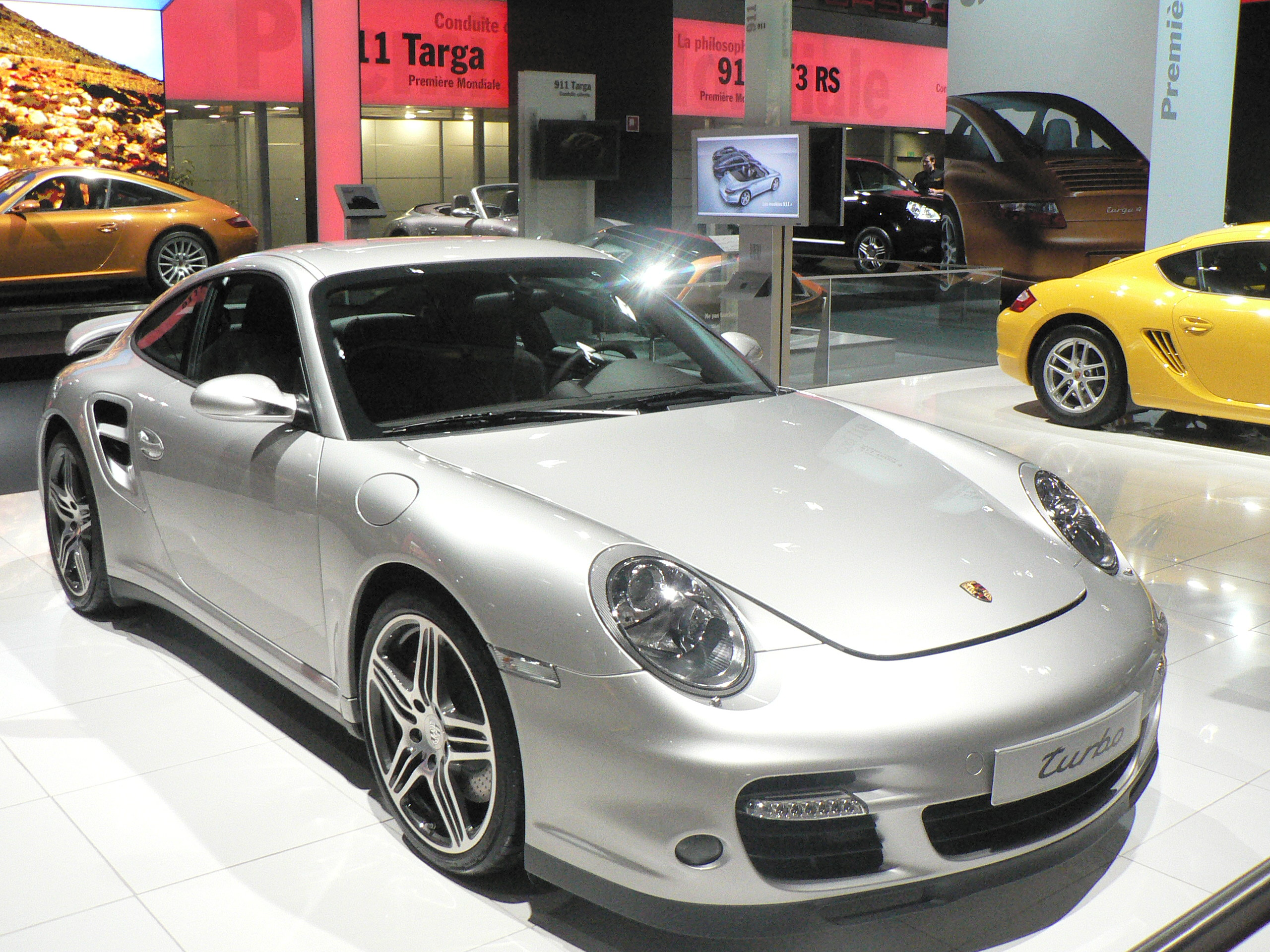
Porsche 911 Turbo Coupé (2006)

Am 8. September 2007 wurde der auf dem 911 Turbo Coupé aufbauende 911 Turbo Cabrio eingeführt. Das Fahrzeug wurde wie auch sein Vorgänger mit einem dreilagigen Stoffverdeck ausgeliefert, das sich in rund 20 Sekunden vollautomatisch öffnen oder schließen lässt. Wie der 911 Turbo Coupé, wird auch der 911 Turbo Cabriolet von einem 3,6-Liter-Sechszylinderboxermotor mit zwei VTG-Abgasturboladern (Biturbo) angebtrieben.
Der Motor leistet 353 kW (480 PS) bei 6000 min−1 und liefert ein maximales Drehmoment von 620 N·m zwischen 1950 und 5000 min−1, per Overboost-Funktion kann die Drehmomentabgabe auf kurzzeitig 680 N·m gesteigert werden. Die Höchstgeschwindigkeit ist mit 310 km/h gleich der des Coupés. Auch der Benzinverbrauch liegt mit 12,9 Liter Super Plus 98 ROZ pro 100 Kilometer auf dem Niveau des Coupés. Durch die bei einem Cabriolet notwendigen karosserieversteifenden Maßnahmen und den automatisch ausfahrenden Überrollschutz, ist die Fahrzeugmasse etwa 70 kg größer als die des 911 Turbo Coupé.
Auch das Fahrwerk mitsamt aktivem Dämpfungssystem und Stabilitätsprogramm sowie der elektronisch gesteuerte Allradantrieb wurden an die neuen Rahmenbedingungen angepasst. Zusätzlich sorgt der ab einer Geschwindigkeit von 120 km/h elektrisch ausfahrende Heckspoiler, der beim Turbo Cabrio 30 mm höher ausfährt als beim Coupé, für zusätzlichen Abtrieb an der Hinterachse.
2009 wurde das Facelift des 911 Turbo präsentiert. Auch der Turbo wurde seitdem mit Direkteinspritzung ausgerüstet und erhielt auf Kundenwunsch ein Doppelkupplungsgetriebe. Die Leistung des Motors stieg auf 368 kW (500 PS). Optional wurden Räder mit Zentralverschluss, ähnlich denen des 997 GT3/RS 3.8, angeboten. Ab 2010 war auch wieder ein Turbo S verfügbar, dessen Motor leistet 390 kW (530 PS) und beschleunigt mit dem hier serienmäßigen Doppelkupplungsgetriebe in 3,3 s von 0 auf 100 km/h.

### 911 GT2

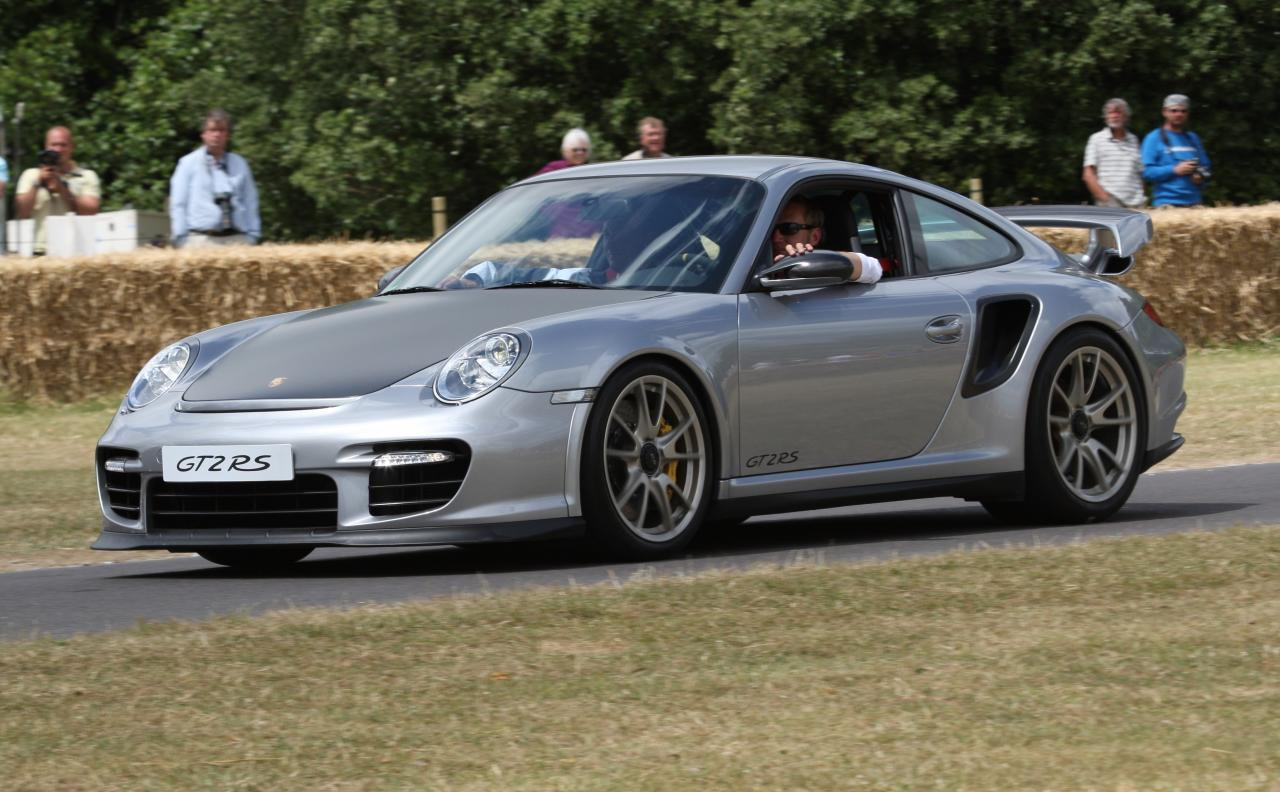
Porsche 911 GT2 RS (2010)

Der 911 GT2 auf Basis des Porsche 911 Turbo wurde Mitte 2007 präsentiert. Der 3,6-Liter-Sechszylinderboxermotor leistet 390 kW (530 PS) und liefert ein maximales Drehmoment von 680 N·m. Damit beschleunigt der GT2 aus dem Stand in 3,5 s auf 100 km/h und in 9,8 s auf 200 km/h. Die Höchstgeschwindigkeit beträgt 330 km/h.
Anfang Mai des Jahres 2010 präsentierte Porsche eine auf 500 Stück limitierte RS-Version des GT2 mit überarbeitetem 3,6-Liter-Sechszylinderboxermotor, der mit Biturboaufladung ausgerüstet ist und 456 kW (620 PS) leistet. Das Fahrzeug hat nach DIN 70030 eine Leermasse von 1370 kg. Für den GT2 RS ergeben sich Beschleunigungswerte von 3,5 s auf 100 km/h, 9,4 s auf 200 km/h und 26,7 s auf 300 km/h. Die Geschwindigkeit wird bei 330 km/h abgeregelt. Die Rundenzeit auf der Nordschleife wird von Porsche offiziell mit 7:18 min angegeben.

### 911 GT3

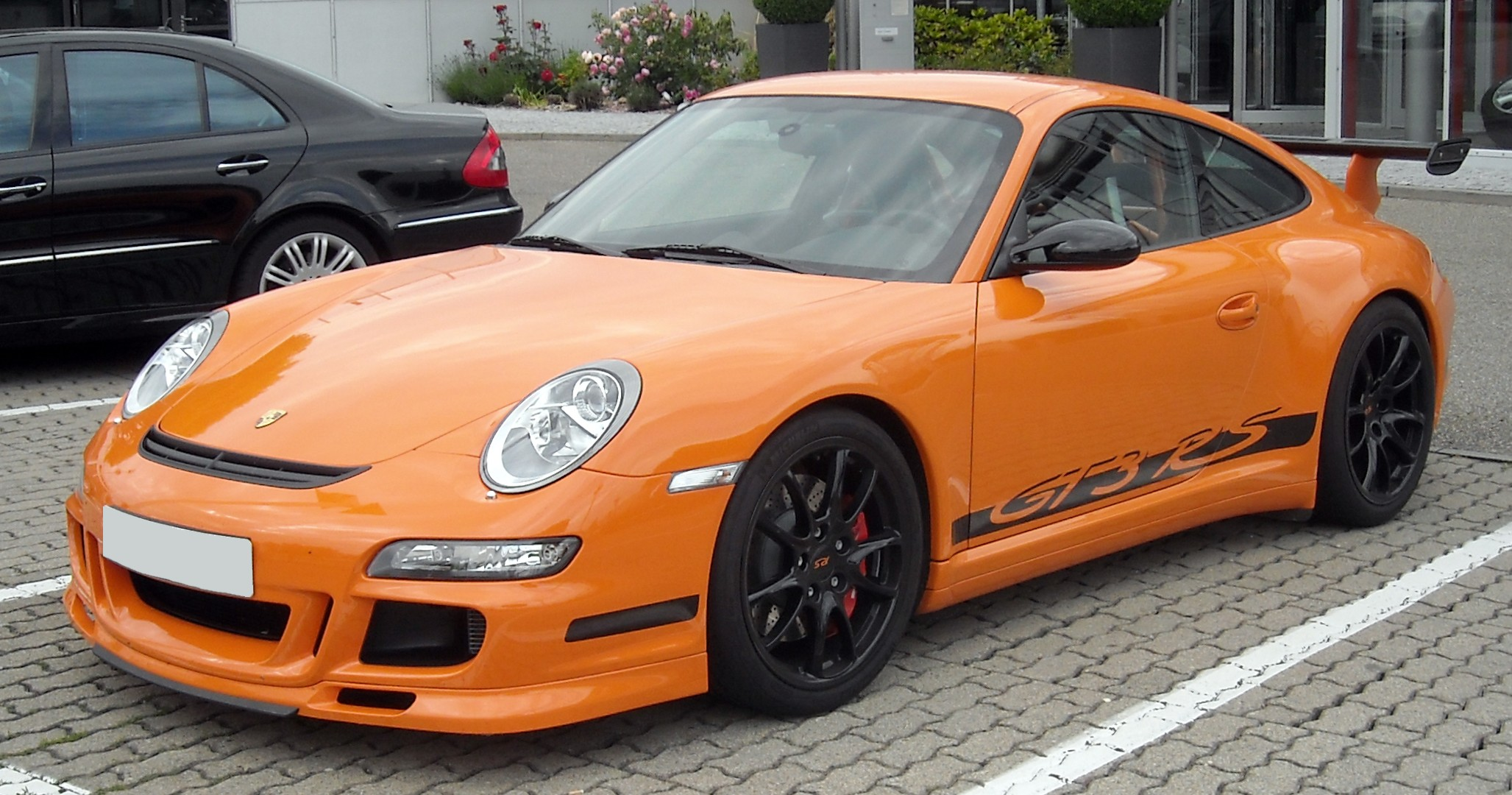
Porsche 911 GT3 RS (2006)

Im März des Jahres 2006 wurde zusammen mit dem 997 Turbo der 911 GT3 auf dem Genfer Auto-Salon vorgestellt. Sein Motor leistet 25 kW (34 PS) mehr als sein direkter Vorgänger; das maximale Drehmoment ist 20 N·m größer. In 4,3 s beschleunigt das 1395 kg schwere Fahrzeug auf 100 km/h. Er war ab Mai 2006 erhältlich.

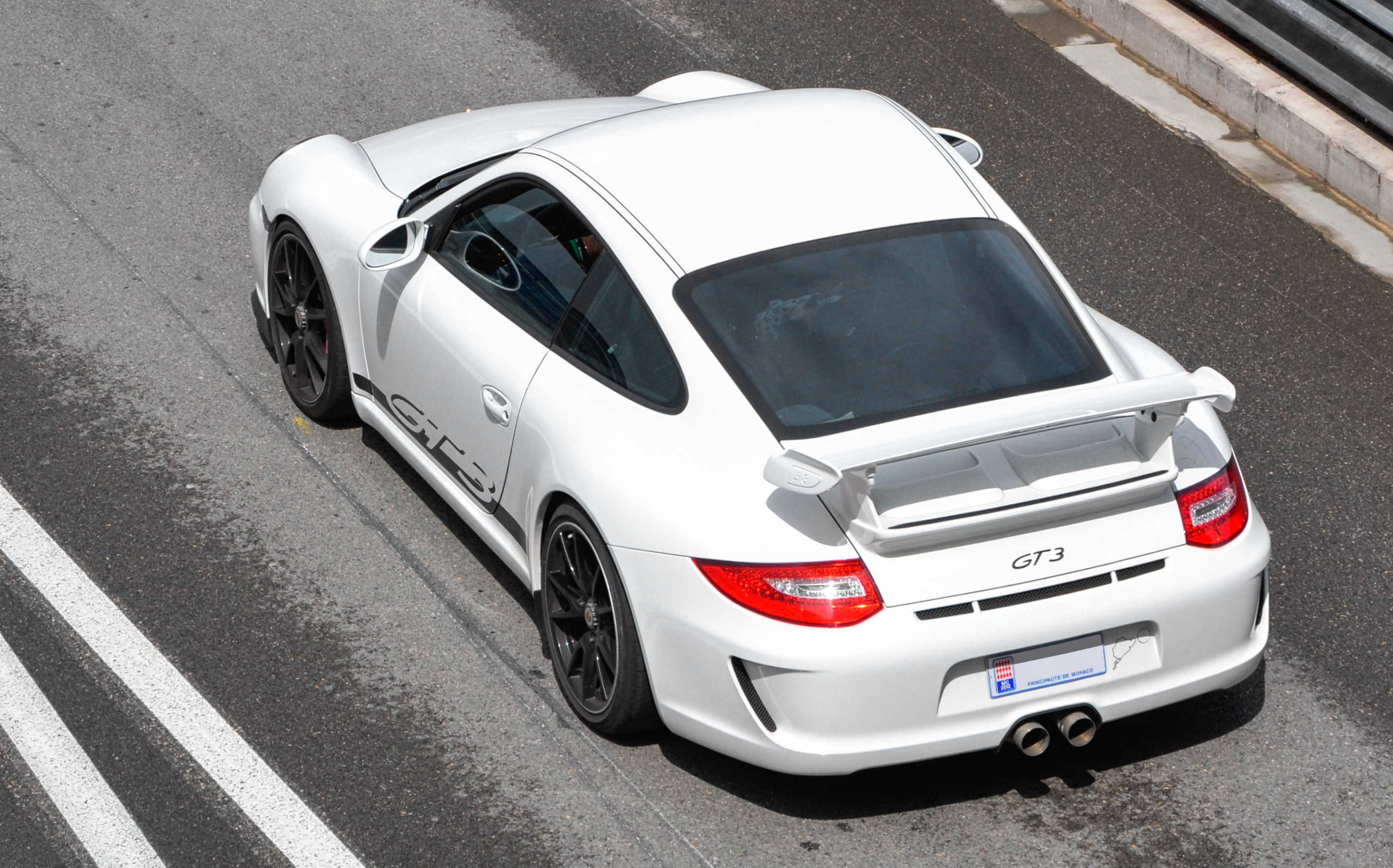
Porsche 911 GT3 3.8 (2009)

Im Januar 2009 wurde das Facelift-Modell zum GT3 vorgestellt. Ab Mai 2009 wurde das Fahrzeug zum Verkauf angeboten. Sein 3,8-Liter-Sechszylinderboxermotor leistet 320 kW (435 PS). Die Beschleunigung von 0 auf 100 km/h ist mit 4,1 s angegeben, von 0 auf 200 km/h werden 12,3 s benötigt. Die Höchstgeschwindigkeit beträgt 312 km/h. Nach DIN 70030 beträgt die Fahrzeugmasse 1395 kg.
Am 28. April 2011 stellte Porsche ein auf 600 Exemplare limitiertes Sondermodell auf Basis des 331 kW (450 PS) starken 997 GT3 RS 3.8 vor. Der 911 GT3 RS 4.0 wird von einem Sechszylinderboxermotor mit 3996 cm³ Hubraum angetrieben, der mit einer Nennleistung von 368 kW (500 PS) und einem maximalen Drehmoment von 460 N·m der größte bis dahin verfügbar Motor für den 911 GT3 war. Die Hubraumleistung von 92 kW (125 PS) ist die höchste spezifische Leistung aller Saugmotoren, die in den straßenzugelassenen Modellen des Porsche 997 eingebaut wurden. Die Kurbelwelle der Vierlitermotors wurde ohne Änderungen aus dem seit 2010 produzierten Rennwagen GT3 RSR 4.0 übernommen.
Als einzige Modellreihe des 997 haben sämtliche Varianten des GT3 (inklusive Cup, R, RS und RSR) eine zweiflutige Auspuffanlage, bei der die Abgasendrohre mittig angeordnet sind.

## Sondermodelle

### 911 Sport Classic

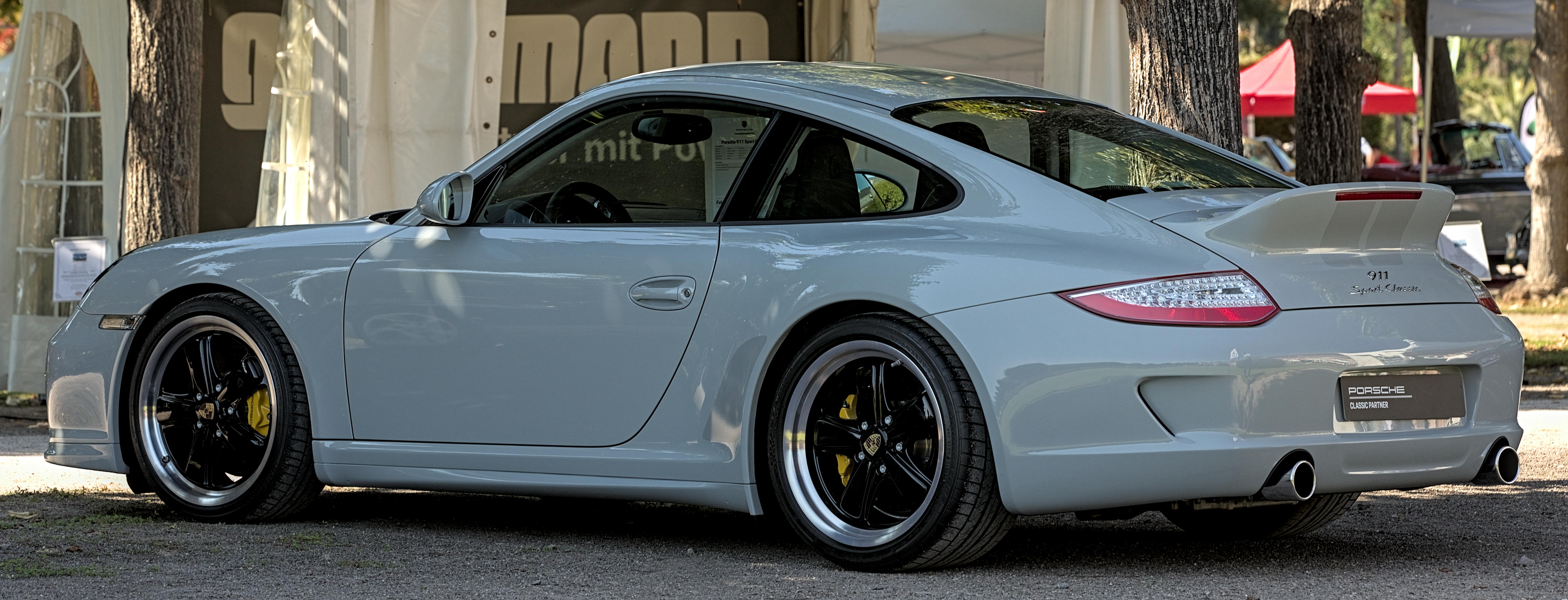
Porsche 911 Sport Classic, Heckansicht

In limitierter Auflage von 250 Stück stellte Porsche zur IAA 2009 das Sondermodell „Sport Classic“ vor. Laut Hersteller betrug die Entwicklungszeit drei Jahre. Im Heck des Fahrzeuges wurde der sogenannte „Entenbürzel“ eingebaut, ein Heckspoiler, der seinen Ursprung im Carrera RS 2.7 von 1973 hat. Das Dach hat im Vergleich zum konventionellen Modell eine Wölbung erhalten. Im Innenraum wurde Flechtleder verarbeitet, das aus Glattlederstreifen und Garn gewoben worden ist.
Der 3,8-Liter-Motor wurde durch eine neu entwickelte Resonanzansauganlage um 17 kW (23 PS) auf 300 kW (408 PS) in der Leistung gesteigert. Das Drehmoment wird über ein manuell zu schaltendes Sechsganggetriebe auf die Räder übertragen. Keramikbremsen (PCCB), ein verstellbares PASM-Fahrwerk, eine mechanische Differenzialsperre an der Hinterachse sowie 19-Zoll-Räder mit schwarz lackierten Radsternen im Fuchsfelgen-Design gehören ebenfalls zu dieser Serie.
Der Verkauf des Porsche 911 Sport Classic begann im September 2009, er war innerhalb von 48 Stunden ausverkauft, die Auslieferung begann im Januar 2010.

### 911 Speedster
Zum 25-jährigen Jubiläum der Porsche-Exclusive-Linie wurde 2010 eine auf 356 Exemplare limitierte Speedster-Kleinserie aufgelegt, die auf dem Auto-Salon in Paris vorgestellt wurde.
Das Design orientiert sich am Speedster der Baureihe 964. Der Wagen ist durch den verkürzten Windschutzscheibenrahmen und den Speedster-Verdeckkastendeckel zu erkennen. Zusätzlich wurden einige Elemente des Sondermodells 911 Sport Classic übernommen, wie die schwarz umrandeten Hauptscheinwerfer, die 19-Zoll-Sport-Classic-Räder im Fuchsfelgen-Design sowie die Heckgestaltung und Abgasanlage.
Im Heck ist ein 3,8-Liter-Boxermotor eingebaut, der bei 7300 min−1 300 kW (408 PS) leistet. Das maximale Drehmoment beträgt 420 N·m bei 4200 min−1. Der Wagen wurde ausschließlich mit einem 7-Gang-Doppelkupplungsgetriebe (PDK) verkauft.
Das Sondermodell enthält serienmäßig diverse Ausstattungsmerkmale, die bei den Serienmodellen zusätzlich bestellt werden mussten. Dazu gehören die Werksleistungssteigerung, die Keramik-Bremsscheiben Porsche Ceramic Composite Brake (PCCB), Bi-Xenon-Scheinwerfer, adaptive Sportsitze, das Sport Chrono Paket Plus, ein Surround-Sound-System von Bose, eine Lederausstattung und das Paket Porsche Communication Management (PCM) in Leder.

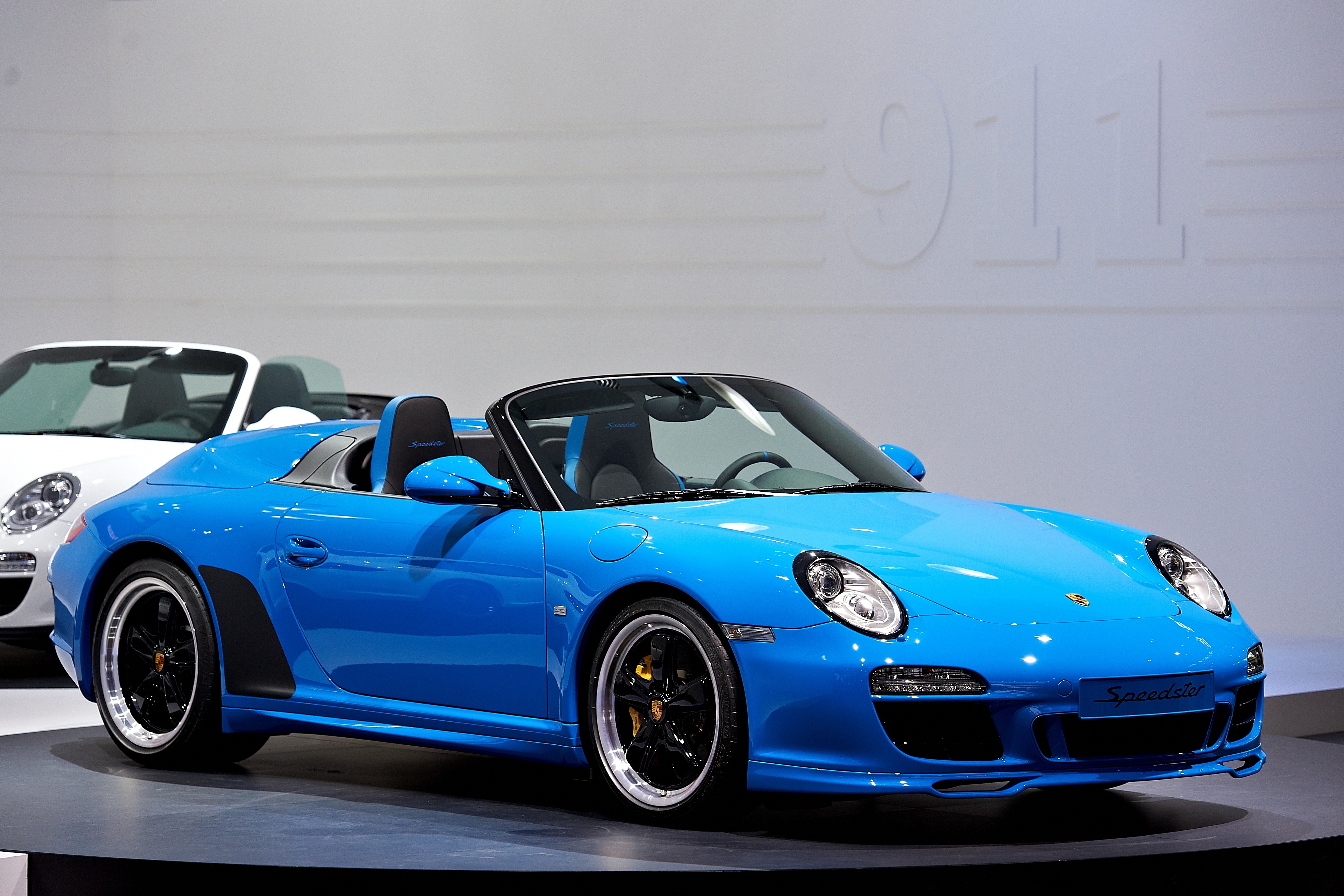
Präsentation auf dem Mondial de l’Automobile 2010
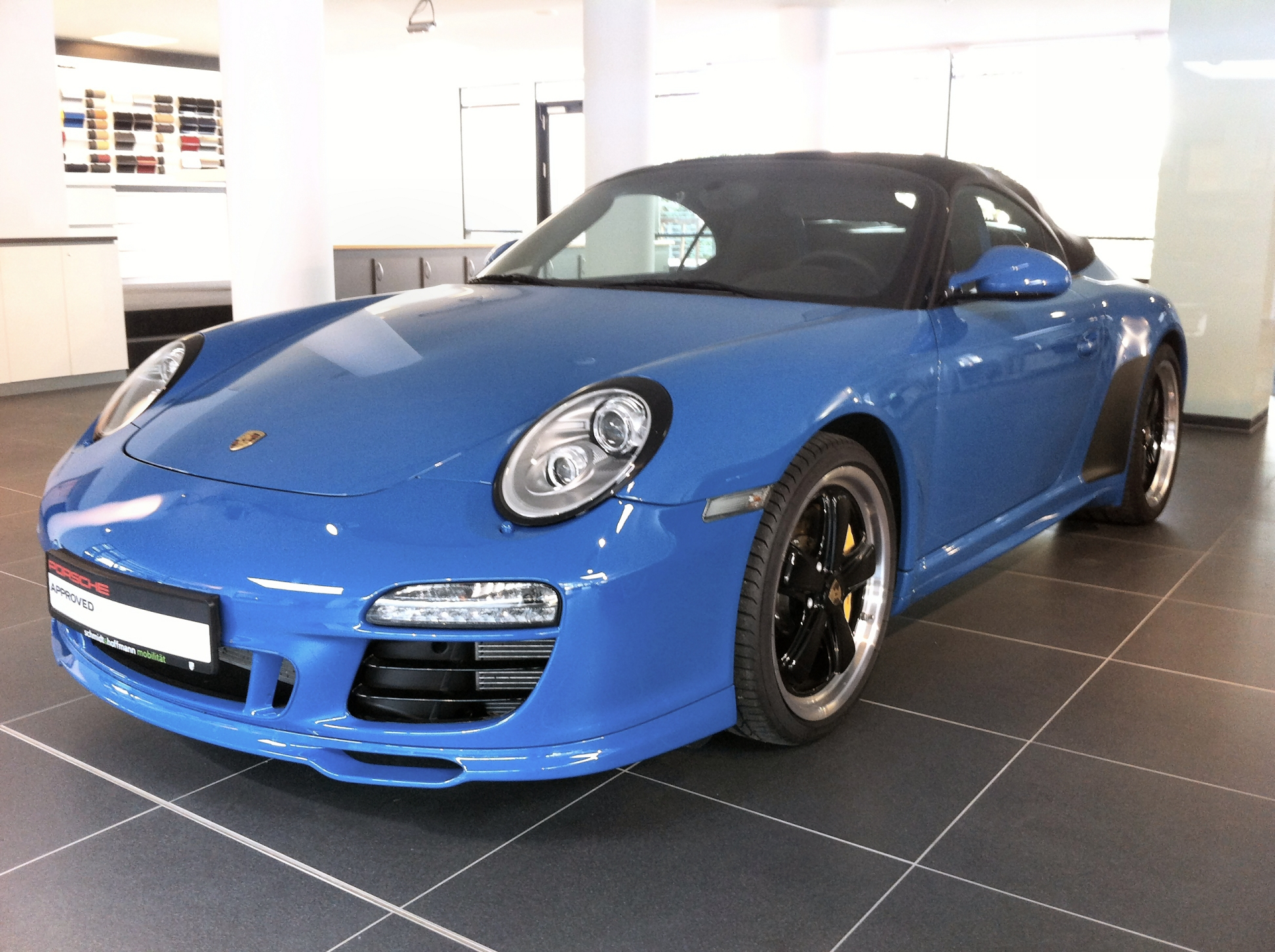
Porsche 911 Speedster
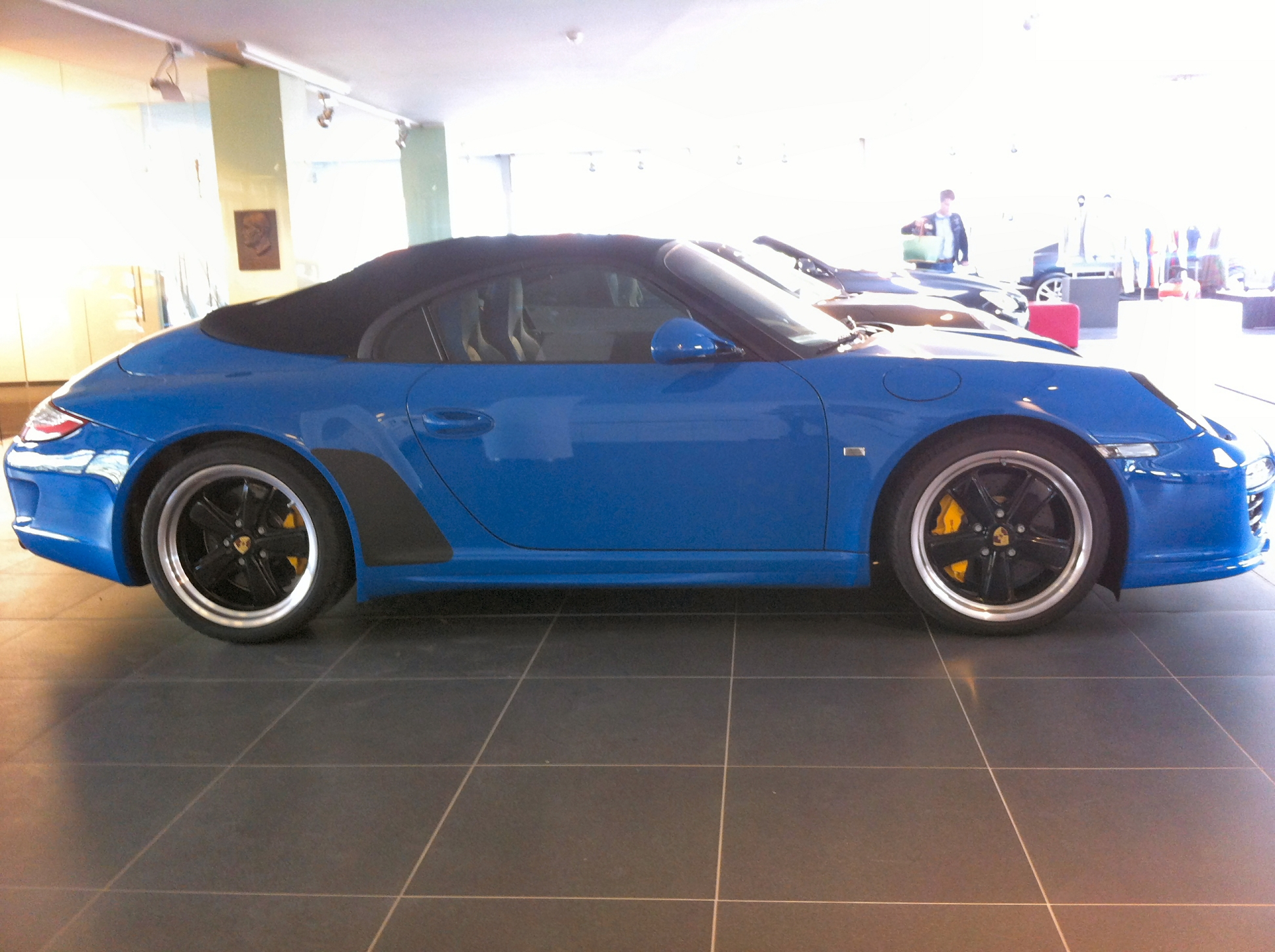
Seitenansicht
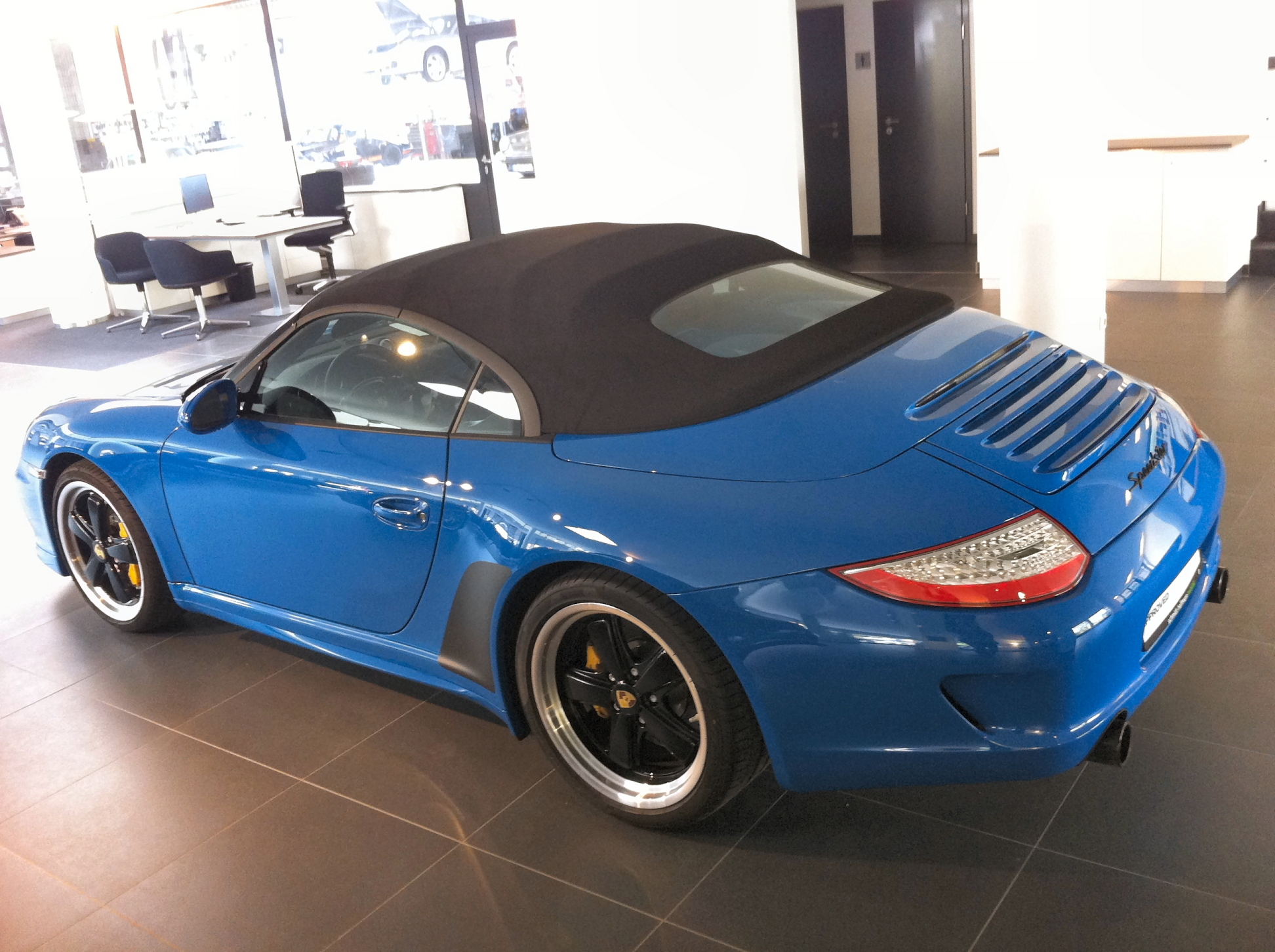
Heckansicht
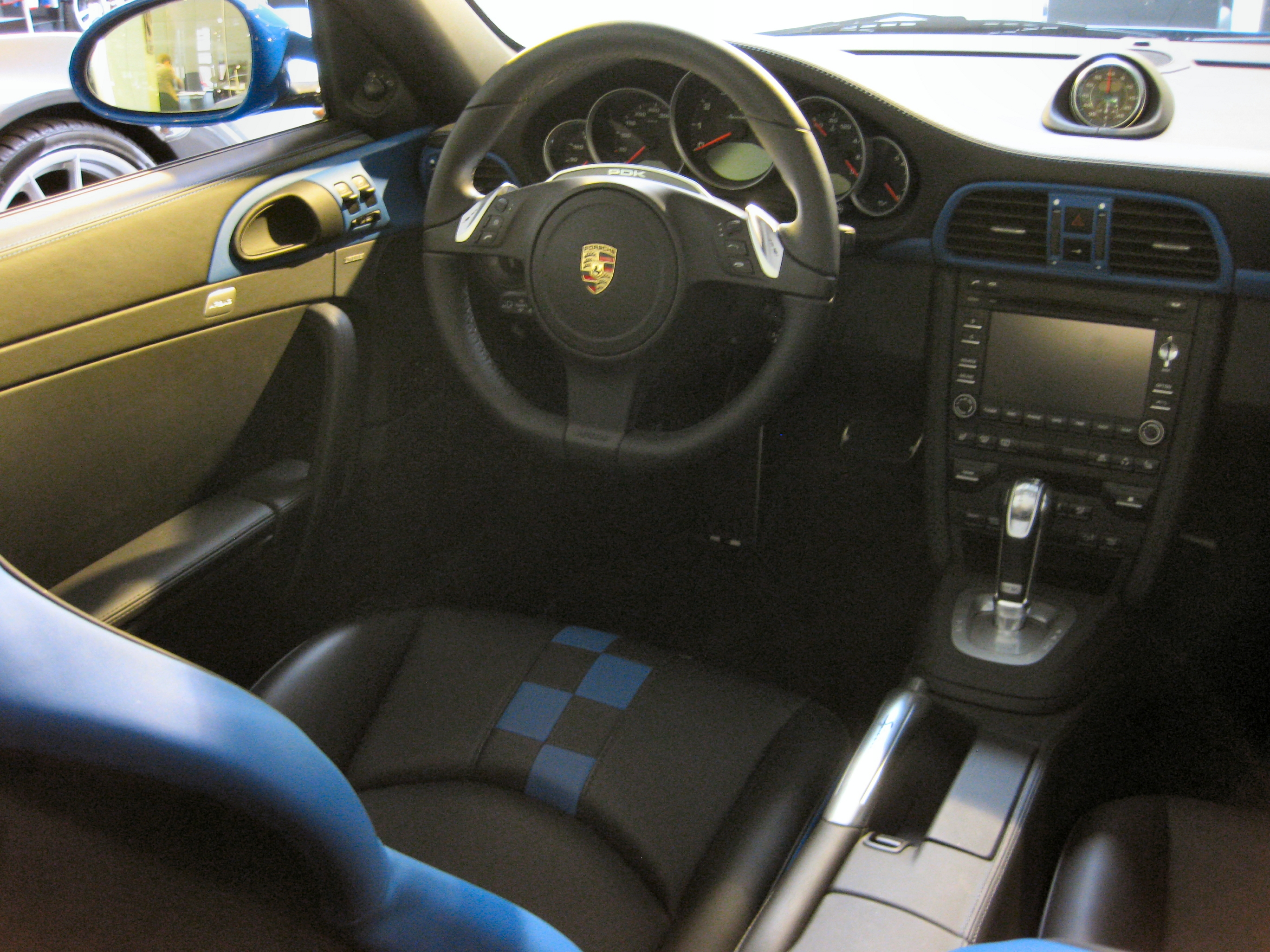
Cockpitansicht

### Black Edition
Auf Basis des 997.2 Carrera präsentierte Porsche Ende 2011 das Sondermodell Black Edition. Serienmäßig sind bei diesem Modell Einstiegsleisten aus Edelstahl mit Schriftzug Black Edition und Interieurleisten mit Aluminiumapplikationen, 19-Zoll-Räder, das Bose-Soundsystem, Navigation, Parkassistent, Sportlenkrad und Tempomat. Es war ausschließlich in der Farbe schwarz uni oder gegen Aufpreis in Basaltschwarz erhältlich. Auf dem Handschuhfach ist eine Plakette mit Limitierungsnummer angebracht, es wurden 1.911 Exemplare hergestellt.

### Turbo S Edition 918 Spyder
Käufern des 918 Spyder wurde exklusiv die Möglichkeit gegeben, das Sondermodell Edition 918 Spyder des 997.2 Turbo S zu bestellen. In Anlehnung an den 918 Spyder sind einige Karosserieteile in der Farbe Acid Green lackiert. Die erweiterte Lederausstattung, eine spezielle Ausführung der Instrumente und zusätzliche Elemente aus kohlenstofffaserverstärktem Kunststoff sind serienmäßig. Da ausschließlich 918-Spyder-Kunden dieses Modell mit der gleichen Limitierungsnummer wie bei ihrem 918 Spyder erwerben konnten, wären höchstens 918 Exemplare dieses Sondermodells entstanden. Die wirklich produzierte Stückzahl dürfte aber weit geringer sein.

### Sondermodelle außerhalb Deutschlands
| Modell                                         | Typ   | Limitierung | Auslieferungsland |
| ---------------------------------------------- | ----- | ----------- | ----------------- |
| 911 Club Coupé                                 | 997.1 | 50          | USA               |
| Carrera S Porsche Carrera Cup Asia Edition     | 997.2 | 30          | China             |
| Carrera S Centurion Edition                    | 997.2 | 3           | Hong Kong         |
| Carrera 4S Pon Edition                         | 997.2 | 15          | Niederlande       |
| Carrera 4S Cabrio Pon Edition                  | 997.2 | 15          | Niederlande       |
| Carrera 4S Porsche Center Gelderland LE        | 997.2 | 2           | Niederlande       |
| Carrera 4S Cabrio Porsche Center Gelderland LE | 997.2 | 2           | Niederlande       |
| Targa 4S Porsche Center Gelderland LE          | 997.2 | 1           | Niederlande       |
| Carrera GTS B59                                | 997.2 | 5           | USA               |
| Turbo S 10 Years China Anniversary Edition     | 997.2 | 10          | China             |

## Technische Daten
Wenn nicht anders angegeben, beziehen sich die Daten zu den Fahrleistungen auf Fahrzeuge mit Schaltgetriebe und gelten auch für die jeweilige Carrera Cabriolet-Version. Die Modelle GT3 und GT2 sind ausschließlich mit Schaltgetriebe erhältlich.

### Typ 997/1 (bis Juni 2008)
| Porsche 997:                    | 911 Carrera | 911 Carrera 4 | 911 Carrera S | 911 Carrera 4S | 911 GT3/GT3 RS | 911 Turbo | 911 GT2 |
| ------------------------------- | --- | --- | --- | --- | --- | --- | --- |
| Motorbauart:                    | Sechszylinderboxermotor (Viertakt) mit Wasserkühlung | Sechszylinderboxermotor (Viertakt) mit Wasserkühlung | Sechszylinderboxermotor (Viertakt) mit Wasserkühlung | Sechszylinderboxermotor (Viertakt) mit Wasserkühlung | Sechszylinderboxermotor (Viertakt) mit Wasserkühlung                                                                                                | Sechszylinderboxermotor (Viertakt) mit Wasserkühlung                                                                                                | Sechszylinderboxermotor (Viertakt) mit Wasserkühlung                                                                                                |
| Gemischbildung:                 | Mehrpunktsaugrohreinspritzung | Mehrpunktsaugrohreinspritzung | Mehrpunktsaugrohreinspritzung | Mehrpunktsaugrohreinspritzung | Mehrpunktsaugrohreinspritzung | Mehrpunktsaugrohreinspritzung | Mehrpunktsaugrohreinspritzung |
| Hubraum:                        | 3596 cm³ | 3596 cm³ | 3824 cm³ | 3824 cm³ | 3600 cm³ | 3600 cm³ | 3600 cm³ |
| Bohrung × Hub:                  | 96 × 82,8 mm | 96 × 82,8 mm | 99,0 × 82,8 mm | 99,0 × 82,8 mm | 100,0 × 76,4 mm | 100,0 × 76,4 mm | 100,0 × 76,4 mm |
| Leistung bei 1 min−1:           | 239 kW (325 PS) bei 6800 | 239 kW (325 PS) bei 6800 | 261 kW (355 PS) bei 6600 280 kW (381 PS) bei 7200 1 | 261 kW (355 PS) bei 6600 280 kW (381 PS) bei 7200 1 | 305 kW (415 PS) bei 7600 | 353 kW (480 PS) bei 6000 | 390 kW (530 PS) bei 6500 |
| Max. Drehmoment bei 1 min−1:    | 370 Nm bei 4250 | 370 Nm bei 4250 | 400 Nm bei 4600 415 Nm bei 5500 1 | 400 Nm bei 4600 415 Nm bei 5500 1 | 405 Nm bei 5500 | 620 Nm bei 1950–5000 Overboost (10 s): 680 Nm bei 2100–4000                                                                                         | 680 Nm bei 2200–4500 |
| Verdichtung:                    | 11,3 : 1 | 11,3 : 1 | 11,8 : 1 | 11,8 : 1 | 12,0 : 1 | 9,0 : 1 | 9,0 : 1 |
| Motoraufladung:                 | keine | keine | keine | keine | keine | je 2 VTG-Turbolader und Ladeluftkühler, zusätzlich GT2: Expansionssauganlage und Staudrucksystem                                                    | je 2 VTG-Turbolader und Ladeluftkühler, zusätzlich GT2: Expansionssauganlage und Staudrucksystem                                                    |
| Ventilsteuerung:                | DOHC-Ventilsteuerung, vier Ventile pro Zylinder Einlassnockenwellenverstellung und Ventilhubschaltung durch VarioCam Plus Automatischer Ventilspielausgleich (Hydrostößel) | DOHC-Ventilsteuerung, vier Ventile pro Zylinder Einlassnockenwellenverstellung und Ventilhubschaltung durch VarioCam Plus Automatischer Ventilspielausgleich (Hydrostößel) | DOHC-Ventilsteuerung, vier Ventile pro Zylinder Einlassnockenwellenverstellung und Ventilhubschaltung durch VarioCam Plus Automatischer Ventilspielausgleich (Hydrostößel) | DOHC-Ventilsteuerung, vier Ventile pro Zylinder Einlassnockenwellenverstellung und Ventilhubschaltung durch VarioCam Plus Automatischer Ventilspielausgleich (Hydrostößel) | Wie Carrera, jedoch ohne Ventilhubschaltung | Wie Carrera | Wie Carrera |
| Getriebe und Kraftübertragung:  | Manuelles Sechsgangsynchrongetriebe, Hinterradantrieb bei Carrera, Carrera S, GT3/GT3 RS und GT2, Allradantrieb bei Carrera 4, Carrera 4S und Turbo                        | Manuelles Sechsgangsynchrongetriebe, Hinterradantrieb bei Carrera, Carrera S, GT3/GT3 RS und GT2, Allradantrieb bei Carrera 4, Carrera 4S und Turbo                        | Manuelles Sechsgangsynchrongetriebe, Hinterradantrieb bei Carrera, Carrera S, GT3/GT3 RS und GT2, Allradantrieb bei Carrera 4, Carrera 4S und Turbo                        | Manuelles Sechsgangsynchrongetriebe, Hinterradantrieb bei Carrera, Carrera S, GT3/GT3 RS und GT2, Allradantrieb bei Carrera 4, Carrera 4S und Turbo                        | Manuelles Sechsgangsynchrongetriebe, Hinterradantrieb bei Carrera, Carrera S, GT3/GT3 RS und GT2, Allradantrieb bei Carrera 4, Carrera 4S und Turbo | Manuelles Sechsgangsynchrongetriebe, Hinterradantrieb bei Carrera, Carrera S, GT3/GT3 RS und GT2, Allradantrieb bei Carrera 4, Carrera 4S und Turbo | Manuelles Sechsgangsynchrongetriebe, Hinterradantrieb bei Carrera, Carrera S, GT3/GT3 RS und GT2, Allradantrieb bei Carrera 4, Carrera 4S und Turbo |
| Bremsen:                        | Vierkolben-Aluminiummonobloc-Festsattelbremsen vorn und hinten Scheiben innenbelüftet und gelocht, Bosch-ABS 8.0                                                           | Vierkolben-Aluminiummonobloc-Festsattelbremsen vorn und hinten Scheiben innenbelüftet und gelocht, Bosch-ABS 8.0                                                           | Vierkolben-Aluminiummonobloc-Festsattelbremsen vorn und hinten Scheiben innenbelüftet und gelocht, Bosch-ABS 8.0                                                           | Vierkolben-Aluminiummonobloc-Festsattelbremsen vorn und hinten Scheiben innenbelüftet und gelocht, Bosch-ABS 8.0                                                           | Vierkolben-Aluminiummonobloc-Festsattelbremsen vorn und hinten Scheiben innenbelüftet und gelocht, Bosch-ABS 8.0                                    | Vierkolben-Aluminiummonobloc-Festsattelbremsen vorn und hinten Scheiben innenbelüftet und gelocht, Bosch-ABS 8.0                                    | Vierkolben-Aluminiummonobloc-Festsattelbremsen vorn und hinten Scheiben innenbelüftet und gelocht, Bosch-ABS 8.0                                    |
| Radaufhängung vorn:             | MacPherson-Federbeine, Querlenker, Stabilisator | MacPherson-Federbeine, Querlenker, Stabilisator | MacPherson-Federbeine, Querlenker, Stabilisator | MacPherson-Federbeine, Querlenker, Stabilisator | MacPherson-Federbeine, Querlenker, Stabilisator | MacPherson-Federbeine, Querlenker, Stabilisator | MacPherson-Federbeine, Querlenker, Stabilisator |
| Radaufhängung hinten:           | Mehrlenker-Hinterachse, Stabilisator | Mehrlenker-Hinterachse, Stabilisator | Mehrlenker-Hinterachse, Stabilisator | Mehrlenker-Hinterachse, Stabilisator | Mehrlenker-Hinterachse, Stabilisator | Mehrlenker-Hinterachse, Stabilisator | Mehrlenker-Hinterachse, Stabilisator |
| Lenkung:                        | Ritzel und Zahnstange, hydraulisch unterstützt | Ritzel und Zahnstange, hydraulisch unterstützt | Ritzel und Zahnstange, hydraulisch unterstützt | Ritzel und Zahnstange, hydraulisch unterstützt | Ritzel und Zahnstange, hydraulisch unterstützt | Ritzel und Zahnstange, hydraulisch unterstützt | Ritzel und Zahnstange, hydraulisch unterstützt |
| Karosserie:                     | Selbsttragende Stahlblechkarosserie | Selbsttragende Stahlblechkarosserie | Selbsttragende Stahlblechkarosserie | Selbsttragende Stahlblechkarosserie | Selbsttragende Stahlblechkarosserie | Selbsttragende Stahlblechkarosserie | Selbsttragende Stahlblechkarosserie |
| Tankinhalt:                     | 64 l | 67 l | 64 l | 67 l | 90 l | 67 l | 90 l |
| Radstand:                       | 2350 mm | 2350 mm | 2350 mm | 2350 mm | 2350 mm | 2350 mm | 2350 mm |
| Reifen/Felgen Vorderachse:      | 235/40 ZR18 auf 8J×18 | 235/40 ZR18 auf 8J×18 | 235/35 ZR19 auf 8J×19 | 235/35 ZR19 auf 8J×19 | 235/35 ZR19 auf 8,5J×19 | 235/35 ZR19 auf 8,5J×19 | 235/35 ZR19 auf 8,5J×19 |
| Reifen/Felgen Hinterachse:      | 265/40 ZR18 auf 10J×18 | 295/35 ZR18 auf 11J×18 | 295/30 ZR19 auf 11J×19 | 305/30 ZR19 auf 11J×19 | 305/30 ZR19 auf 12J×19 | 305/30 ZR19 auf 11J×19 | 325/30 ZR19 auf 12J×19 |
| Höchstgeschwindigkeit:          | 285 km/h | 280 km/h | 293 km/h 300 km/h 1 | 288 km/h 296 km/h 1 | 310 km/h | 310 km/h | 329 km/h |
| Beschleunigung 0–100 km/h:      | Schaltgetriebe: 5,0 s Tiptronic S: 5,5 s | Schaltgetriebe: 5,1 s Tiptronic S: 5,6 s | Schaltgetriebe: 4,8 s Tiptronic S: 5,3 s | Schaltgetriebe: 4,8 s Tiptronic S: 5,3 s | 4,3 s | Schaltgetriebe: 3,9 s Tiptronic S: 3,7 s | 3,7 s |
| Kraftstoffverbrauch auf 100 km: | 11,0 l Tiptronic S: 11,2 l | 11,3 l Tiptronic S: 11,6 l | 11,5 l Tiptronic S: 11,7 l | 11,8 l Tiptronic S: 11,9 l | 12,8 l | Schaltgetriebe: 12,8 l Tiptronic S: 13,6 l | 12,5 l |

### Typ 997/2 (ab Juli 2008)
| Porsche 997:                                             | 911 Carrera | 911 Carrera 4 | 911 Carrera S | 911 Carrera 4S | 911 Carrera GTS | 911 GT3 | 911 GT3 RS | 911 GT3 RS 4.0 | 911 Turbo | 911 Turbo S | 911 GT2 RS |
| -------------------------------------------------------- | --- | --- | --- | --- | --- | --- | --- | --- | --- | --- | --- |
| Motorbauart:                                             | Sechszylinderboxermotor (Viertakt) | Sechszylinderboxermotor (Viertakt) | Sechszylinderboxermotor (Viertakt) | Sechszylinderboxermotor (Viertakt) | Sechszylinderboxermotor (Viertakt) | Sechszylinderboxermotor (Viertakt) | Sechszylinderboxermotor (Viertakt) | Sechszylinderboxermotor (Viertakt) | Sechszylinderboxermotor (Viertakt) | Sechszylinderboxermotor (Viertakt) | Sechszylinderboxermotor (Viertakt) |
| Schmiersystem:                                           | Trockensumpfschmierung: Ölreservoir im Motorgehäuse 4 Rückförderpumpen und eine elektronisch gesteuerte Druckpumpe,                                                                         | Trockensumpfschmierung: Ölreservoir im Motorgehäuse 4 Rückförderpumpen und eine elektronisch gesteuerte Druckpumpe,                                                                         | Trockensumpfschmierung: Ölreservoir im Motorgehäuse 4 Rückförderpumpen und eine elektronisch gesteuerte Druckpumpe,                                                                         | Trockensumpfschmierung: Ölreservoir im Motorgehäuse 4 Rückförderpumpen und eine elektronisch gesteuerte Druckpumpe,                                                                         | Trockensumpfschmierung: Ölreservoir im Motorgehäuse 4 Rückförderpumpen und eine elektronisch gesteuerte Druckpumpe,                                                                         | Trockensumpfschmierung mit externem Öltank                                                                                            | Trockensumpfschmierung mit externem Öltank                                                                                            | Trockensumpfschmierung mit externem Öltank                                                                                            | Trockensumpfschmierung | Trockensumpfschmierung | Trockensumpfschmierung |
| Gemischbildung:                                          | Benzindirekteinspritzung | Benzindirekteinspritzung | Benzindirekteinspritzung | Benzindirekteinspritzung | Benzindirekteinspritzung | sequentielle Mehrpunktsaugrohreinspritzung                                                                                            | sequentielle Mehrpunktsaugrohreinspritzung                                                                                            | sequentielle Mehrpunktsaugrohreinspritzung                                                                                            | Benzindirekteinspritzung | Benzindirekteinspritzung | sequentielle Mehrpunktsaugrohreinspritzung |
| Hubraum:                                                 | 3614 cm³ | 3614 cm³ | 3800 cm³ | 3800 cm³ | 3800 cm³ | 3797 cm³ | 3797 cm³ | 3996 cm³ | 3800 cm³ | 3800 cm³ | 3600 cm³ |
| Bohrung × Hub:                                           | 97,0 × 81,5 mm | 97,0 × 81,5 mm | 102,0 × 77,5 mm | 102,0 × 77,5 mm | 102,0 × 77,5 mm | 102,7 × 76,4 mm | 102,7 × 76,4 mm | 102,7 × 80,4 mm | 102,0 × 77,5 mm | 102,0 × 77,5 mm | 100,0 × 76,4 mm |
| Leistung bei 1 min−1:                                    | 254 kW (345 PS) bei 6500 | 254 kW (345 PS) bei 6500 | 283 kW (385 PS) bei 6500 | 283 kW (385 PS) bei 6500 | 300 kW (408 PS) bei 7300 | 320 kW (435 PS) bei 7600 | 331 kW (450 PS) bei 7900 | 368 kW (500 PS) bei 8250 | 368 kW (500 PS) bei 6000 | 390 kW (530 PS) bei 6250–6750 | 456 kW (620 PS) bei 6500 |
| Max. Drehmoment bei 1 min−1:                             | 390 Nm bei 4400 | 390 Nm bei 4400 | 420 Nm bei 4400 | 420 Nm bei 4400 | 420 Nm bei 4200 | 430 Nm bei 6250 | 430 Nm bei 6750 | 460 Nm bei 5750 | 650 Nm bei 1950–5000 (Overboost: 700 Nm bei 2100–4000)                                                                                | 700 Nm bei 2100–4250 | 700 Nm bei 2250–5500 |
| Verdichtung:                                             | 12,5 : 1 | 12,5 : 1 | 12,5 : 1 | 12,5 : 1 | 12,5 : 1 | 12,0 : 1 | 12,2 : 1 | 12,6 : 1 | 9,8 : 1 | 9,8 : 1 | 9,0 : 1 |
| Motoraufladung:                                          | keine | keine | keine | keine | keine | keine | keine | keine | je 2 Turbolader mit verstellbaren Leitschaufeln (VTG) und Ladeluftkühler, Expansionssauganlage nur GT2 RS: Staudrucksystem            | je 2 Turbolader mit verstellbaren Leitschaufeln (VTG) und Ladeluftkühler, Expansionssauganlage nur GT2 RS: Staudrucksystem                                                | je 2 Turbolader mit verstellbaren Leitschaufeln (VTG) und Ladeluftkühler, Expansionssauganlage nur GT2 RS: Staudrucksystem                                                |
| Ventilsteuerung:                                         | DOHC-Ventilsteuerung, vier Ventile je Zylinder, Einlassnockenwellenverstellung und Ventilhubschaltung durch VarioCam Plus, automatischer Ventilspielausgleich (Hydrostößel)                 | DOHC-Ventilsteuerung, vier Ventile je Zylinder, Einlassnockenwellenverstellung und Ventilhubschaltung durch VarioCam Plus, automatischer Ventilspielausgleich (Hydrostößel)                 | DOHC-Ventilsteuerung, vier Ventile je Zylinder, Einlassnockenwellenverstellung und Ventilhubschaltung durch VarioCam Plus, automatischer Ventilspielausgleich (Hydrostößel)                 | DOHC-Ventilsteuerung, vier Ventile je Zylinder, Einlassnockenwellenverstellung und Ventilhubschaltung durch VarioCam Plus, automatischer Ventilspielausgleich (Hydrostößel)                 | DOHC-Ventilsteuerung, vier Ventile je Zylinder, Einlassnockenwellenverstellung und Ventilhubschaltung durch VarioCam Plus, automatischer Ventilspielausgleich (Hydrostößel)                 | DOHC-Ventilsteuerung, vier Ventile je Zylinder                                                                                        | DOHC-Ventilsteuerung, vier Ventile je Zylinder                                                                                        | DOHC-Ventilsteuerung, vier Ventile je Zylinder                                                                                        | DOHC-Ventilsteuerung, vier Ventile je Zylinder, Einlassnockenwellenverstellung und Ventilhubschaltung durch VarioCam Plus             | DOHC-Ventilsteuerung, vier Ventile je Zylinder, Einlassnockenwellenverstellung und Ventilhubschaltung durch VarioCam Plus                                                 | DOHC-Ventilsteuerung, vier Ventile je Zylinder, Einlassnockenwellenverstellung und Ventilhubschaltung durch VarioCam Plus                                                 |
| Getriebe und Kraftübertragung:                           | Manuelles Sechsgangsynchrongetriebe, optional: Siebengang-Doppelkupplungsgetriebe (PDK) Hinterradantrieb bei Carrera und Carrera S, Allradantrieb mit Lamellenkupplung bei Carrera 4 und 4S | Manuelles Sechsgangsynchrongetriebe, optional: Siebengang-Doppelkupplungsgetriebe (PDK) Hinterradantrieb bei Carrera und Carrera S, Allradantrieb mit Lamellenkupplung bei Carrera 4 und 4S | Manuelles Sechsgangsynchrongetriebe, optional: Siebengang-Doppelkupplungsgetriebe (PDK) Hinterradantrieb bei Carrera und Carrera S, Allradantrieb mit Lamellenkupplung bei Carrera 4 und 4S | Manuelles Sechsgangsynchrongetriebe, optional: Siebengang-Doppelkupplungsgetriebe (PDK) Hinterradantrieb bei Carrera und Carrera S, Allradantrieb mit Lamellenkupplung bei Carrera 4 und 4S | Manuelles Sechsgangsynchrongetriebe, optional: Siebengang-Doppelkupplungsgetriebe (PDK) Hinterradantrieb bei Carrera und Carrera S, Allradantrieb mit Lamellenkupplung bei Carrera 4 und 4S | Manuelles Sechsgangsynchrongetriebe, Hinterradantrieb                                                                                 | Manuelles Sechsgangsynchrongetriebe, Hinterradantrieb                                                                                 | Manuelles Sechsgangsynchrongetriebe, Hinterradantrieb                                                                                 | Manuelles Sechsgangsynchrongetriebe, optional: Siebengang-Doppelkupplungsgetriebe (PDK) Allradantrieb                                 | Siebengang-Doppelkupplungsgetriebe (PDK) Allradantrieb | Manuelles Sechsgangsynchrongetriebe, Hinterradantrieb |
| Bremsen:                                                 | Vierkolben-Aluminiummonobloc-Festsattelbremsen vorn und hinten Scheiben innenbelüftet und gelocht, Bosch-ABS 8.0                                                                            | Vierkolben-Aluminiummonobloc-Festsattelbremsen vorn und hinten Scheiben innenbelüftet und gelocht, Bosch-ABS 8.0                                                                            | Vierkolben-Aluminiummonobloc-Festsattelbremsen vorn und hinten Scheiben innenbelüftet und gelocht, Bosch-ABS 8.0                                                                            | Vierkolben-Aluminiummonobloc-Festsattelbremsen vorn und hinten Scheiben innenbelüftet und gelocht, Bosch-ABS 8.0                                                                            | Vierkolben-Aluminiummonobloc-Festsattelbremsen vorn und hinten Scheiben innenbelüftet und gelocht, Bosch-ABS 8.0                                                                            | Sechskolbenmonobloc-Festsattelbremsen vorne und Vierkolbenmonobloc-Festsattelbremsen hinten, innenbelüftet und gelocht, Bosch-ABS 8.0 | Sechskolbenmonobloc-Festsattelbremsen vorne und Vierkolbenmonobloc-Festsattelbremsen hinten, innenbelüftet und gelocht, Bosch-ABS 8.0 | Sechskolbenmonobloc-Festsattelbremsen vorne und Vierkolbenmonobloc-Festsattelbremsen hinten, innenbelüftet und gelocht, Bosch-ABS 8.0 | Sechskolbenmonobloc-Festsattelbremsen vorne und Vierkolbenmonobloc-Festsattelbremsen hinten, innenbelüftet und gelocht, Bosch-ABS 8.0 | Sechskolben-Aluminiummonobloc-Festsättel vorne, Vierkolben-Aluminiummonobloc-Festsättel hinten, faserverstärkte Keramik-Scheiben innenbelüftet und gelocht, Bosch-ABS 8.0 | Sechskolben-Aluminiummonobloc-Festsättel vorne, Vierkolben-Aluminiummonobloc-Festsättel hinten, faserverstärkte Keramik-Scheiben innenbelüftet und gelocht, Bosch-ABS 8.0 |
| Radaufhängung vorn:                                      | MacPherson-Federbeine, Querlenker, Stabilisator | MacPherson-Federbeine, Querlenker, Stabilisator | MacPherson-Federbeine, Querlenker, Stabilisator | MacPherson-Federbeine, Querlenker, Stabilisator | MacPherson-Federbeine, Querlenker, Stabilisator | MacPherson-Federbeine, Querlenker, Stabilisator                                                                                       | MacPherson-Federbeine, Querlenker, Stabilisator                                                                                       | MacPherson-Federbeine, Querlenker, Stabilisator                                                                                       | MacPherson-Federbeine, Querlenker, Stabilisator                                                                                       | MacPherson-Federbeine, Querlenker, Stabilisator | MacPherson-Federbeine, Querlenker, Stabilisator |
| Radaufhängung hinten:                                    | LSA-Mehrlenker-Hinterachse, Stabilisator | LSA-Mehrlenker-Hinterachse, Stabilisator | LSA-Mehrlenker-Hinterachse, Stabilisator | LSA-Mehrlenker-Hinterachse, Stabilisator | LSA-Mehrlenker-Hinterachse, Stabilisator | LSA-Mehrlenker-Hinterachse, Stabilisator                                                                                              | LSA-Mehrlenker-Hinterachse, Stabilisator                                                                                              | LSA-Mehrlenker-Hinterachse, Stabilisator                                                                                              | LSA-Mehrlenker-Hinterachse, Stabilisator                                                                                              | LSA-Mehrlenker-Hinterachse, Stabilisator | LSA-Mehrlenker-Hinterachse, Stabilisator |
| Lenkung:                                                 | Ritzel und Zahnstange, hydraulisch unterstützt | Ritzel und Zahnstange, hydraulisch unterstützt | Ritzel und Zahnstange, hydraulisch unterstützt | Ritzel und Zahnstange, hydraulisch unterstützt | Ritzel und Zahnstange, hydraulisch unterstützt | Ritzel und Zahnstange, hydraulisch unterstützt                                                                                        | Ritzel und Zahnstange, hydraulisch unterstützt                                                                                        | Ritzel und Zahnstange, hydraulisch unterstützt                                                                                        | Ritzel und Zahnstange, hydraulisch unterstützt                                                                                        | Ritzel und Zahnstange, hydraulisch unterstützt | Ritzel und Zahnstange, hydraulisch unterstützt |
| Karosserie:                                              | Selbsttragende Stahlblechkarosserie | Selbsttragende Stahlblechkarosserie | Selbsttragende Stahlblechkarosserie | Selbsttragende Stahlblechkarosserie | Selbsttragende Stahlblechkarosserie | Selbsttragende Stahlblechkarosserie                                                                                                   | Selbsttragende Stahlblechkarosserie                                                                                                   | Selbsttragende Stahlblechkarosserie                                                                                                   | Selbsttragende Stahlblechkarosserie                                                                                                   | Selbsttragende Stahlblechkarosserie | Selbsttragende Stahlblechkarosserie |
| Tankinhalt:                                              | 64 l | 67 l | 64 l | 67 l | 67 l (optional 90 l) | 67 l (optional 90 l) | 67 l (optional 90 l) | 67 l (optional 90 l) | 67 l | 67 l | 66 l |
| Wendekreis:                                              | 10,9 m | 10,9 m | 10,9 m | 10,9 m | 10,9 m | 10,9 m | 10,9 m | 10,9 m | 10,9 m | 10,9 m | 10,9 m |
| Radstand:                                                | 2350 mm | 2350 mm | 2350 mm | 2350 mm | 2350 mm | 2355 mm | 2355 mm | 2355 mm | 2350 mm | 2350 mm | 2350 mm |
| Reifen/Felgen:                                           | VA: 235 × 40 ZR18 auf 8J × 18 HA: 265 × 40 ZR18 auf 10,5J x 18 | VA: 235 × 35 ZR19 auf 8J × 19 HA: 295 × 30 ZR19 auf 11J x 19 | VA: 235 × 40 ZR18 auf 8J × 18 HA: 295 × 35 ZR18 auf 11J × 18 | VA: 235 × 35 ZR19 auf 8J × 19 HA: 305 × 30 ZR19 auf 11J × 19 | VA: 235 × 35 ZR19 auf 8,5J × 19 HA: 305 × 30 ZR19 auf 11J × 19 | VA: 235/35 ZR19 auf 8,5 J × 19 HA: 305/30 ZR19 auf 12 J × 19                                                                          | VA: 245/35 ZR19 auf 9 J × 19 HA: 325/30 ZR19 auf 12 J × 19                                                                            | VA: 245/35 ZR19 auf 9 J × 19 HA: 325/30 ZR19 auf 12 J × 19                                                                            | VA: 235/35 ZR19 auf 8,5 J × 19 HA: 305/30 ZR19 auf 11 J × 19                                                                          | VA: 235/35 ZR19 auf 8,5 J × 19 HA: 305/30 ZR19 auf 11 J × 19 | VA: 245/35 ZR19 auf 9,0 J × 19 HA: 325/30 ZR19 auf 12 J × 19 |
| Maße L × B × H:                                          | 4435 × 1808 × 1310 mm | 4435 × 1852 × 1300 mm | 4435 × 1808 × 1310 mm | 4435 × 1852 × 1300 mm | 4435 × 1852 × 1300 mm | 4465 × 1808 × 1280 mm | 4460 × 1852 × 1280 mm | 4460 × 1852 × 1280 mm | 4450 × 1852 × 1300 mm | 4450 × 1852 × 1300 mm | 4469 × 1852 × 1285 mm |
| Leergewicht nach EG: mit PDK: + 30 kg Cabriolet: + 85 kg | 1490 kg | 1545 kg | 1500 kg | 1555 kg | 1495 kg | 1470 kg | 1445 kg | 1435 kg | 1645 kg | 1660 kg | 1445 kg |
| Höchstgeschwindigkeit:                                   | 289 km/h PDK: 287 km/h | 284 km/h PDK: 282 km/h | 302 km/h PDK: 300 km/h | 297 km/h PDK: 295 km/h | 306 km/h PDK: 304 km/h | 312 km/h | 310 km/h | 310 km/h | 312 km/h | 315 km/h | 330 km/h (vorläufige Angabe) |
| Beschleunigung 0–100 km/h:                               | 4,9 s PDK: 4,7 s (4,5 s Sport+) | 5,0 s PDK: 4,8 s (4,6 s Sport+) | 4,7 s PDK: 4,5 s (4,3 s Sport+) | 4,7 s PDK: 4,5 s (4,3 s Sport+) | 4,6 s PDK: 4,4 s (4,2 s Sport+) | 4,1 s | 4,0 s | 3,9 s | 3,7 s (3,6 s Sport+) PDK: 3,6 s (3,4 s Sport+)                                                                                        | 3,3 s | 3,5 s (vorläufige Angabe) |
| Kraftstoffverbrauch auf 100 km (Super Plus 98 Oktan):    | 10,3 l PDK: 9,8 l | 10,6 l PDK: 10,2 l | 10,6 l PDK: 10,1 l | 11,0 l PDK: 10,5 l | 10,6 l PDK: 10,2 l | 12,8 l | 13,2 l | 13,8 l | 11,6 l PDK: 11,4 l | 11,4 l | 11,9 l (vorläufige Angabe) |
| CO2-Emission in g/km:                                    | 242, PDK: 230 Cabriolet: 245, PDK: 233 | 249, PDK: 237 Cabriolet: 254, PDK: 242 | 250, PDK: 240 Cabriolet: 254, PDK: 242 | 259, PDK: 247 Cabriolet: 263, PDK: 251 | 250, PDK: 240 Cabriolet: 254, PDK: 242 | 303 | 309 | 326 | 272 PDK: 268 | 268 | 284 (vorläufige Angabe) |

Hinweis: Der Motor des 911 Carrera GTS entspricht dem eines Carrera S mit optionaler Werksleistungssteigerung.

### Verkaufsliteratur
- Präzision 911. Dr. Ing. h.c. F. Porsche AG, Stuttgart. Stand 04/04, WVK 215 510 05 D/WW
- 911 Carrera und 911 Carrera S. Die Modelle in Zahlen. Dr. Ing. h.c. F. Porsche AG, Stuttgart. Stand 06/04 WVK 215 911 05 D/D
- Der 911. Dr. Ing. h.c. F. Porsche AG, Stuttgart. Stand 05/06, WVK 226 410 07 D/WW
- Der 911. Die Modelle in Daten. Dr. Ing. h.c. F. Porsche AG, Stuttgart. Stand 10/06 WVK 229 211 07 D/D (auch als PDF, 2,12 MB)
- Der neue 911. Dr. Ing. h.c. F. Porsche AG, Stuttgart. Stand 02/08 WVK 233 610 08 DE/WW
- Der neue 911. Die Modelle in Daten. Dr. Ing. h.c. F. Porsche AG, Stuttgart. Stand 02/08 WVK 234 411 09 DE/DE